# テイルズ オブ ゼスティリア
『テイルズ オブ ゼスティリア』（Tales of Zestiria、略称：TOZ / ゼスティリア）は、日本で2015年1月22日にバンダイナムコゲームスから発売されたPlayStation 3用RPG。『テイルズ オブ』シリーズの1つ。ジャンル名は「情熱が世界を照らすRPG」。キャッチフレーズは「伝承はいつしか「希望」になる」。
欧米では、PS3版に加えPlayStation 4 (PS4) およびMicrosoft Windows版が発売（2015年10月16日に欧州で、10月20日に北米で発売。Microsoft Windows版は10月20日発売）。Steam上では、日本語を含むGLOBAL版が配信されている。日本におけるPS4版は2016年7月7日に廉価版として発売。

## 概要
シリーズ20周年記念作品。『テイルズ オブ エクシリア』同様「原点回帰」をテーマとしている。タイトル中の「Zestiria」は、情熱、熱意を意味する「zest」からの造語で、馬場英雄プロデューサーによれば、人が持つ心の豊かさを掘り下げたかったため入れたという。また、今作ではドラゴンが重要な役割を持っており、タイトルロゴにもあしらわれている。キャッチフレーズは「伝承はいつしか「希望」になる」。
戦闘においては、本作のシステムとして「人間」が「天族」と融合して天族の能力を使えるようになる「神依化」を導入している。またシリーズで初めて、敵と接触した場所からシームレスに戦闘が開始される「リアルマップバトル」を採用している。また、フィールド上ではパーティーメンバーを「同行者」として連れ歩くことができる。
2014年12月にはテレビアニメ『テイルズ オブ ゼスティリア 〜導師の夜明け〜』が放送された。2015年1月からはゲーム本編の漫画版「導きの刻」が『コミックZERO-SUM』で連載される。2月からシリーズ初となるストーリーダウンロードコンテンツ「瞳にうつるもの」が配信され、その漫画版が『ビバ☆テイルズ オブ マガジン』で連載。テレビアニメ『テイルズ オブ ゼスティリア ザ クロス』が分割2クール作品として制作され、第1期が2016年7月より放送された。2017年1月～3月まで第2期が放送され、完結編が同年4月29日にて放送された。
シナリオについて、シナリオライターの山本尚基は「いろいろなキャラクターがかわいそうな目にあいますが、このあたりは必ずしもシナリオライターが決めているわけではなく、チームの方針や作品テーマの構成上そうなってしまう」「なんでこんなにかわいそうな話なの？って思います」「現実味のある部分を描くからこそ」と説明している。
演出方針として、長谷雄太ディレクターは「説明しすぎるとかっこ悪いというか興をそいでしまうので、大事なところは秘めています」と述べており、世界設定やパーティーキャラクターの心理描写についてあえて掘り下げなかった。発売後、馬場プロデューサーは「これからはよりストレートに描写することを志向していきます」とコメントしている。

## システム

### 戦闘
名称は「フュージョニックチェイン・リニアモーションバトルシステム（FC-LMBS）」。
『テイルズ オブ』シリーズでは初となるシームレスバトルシステムを採用。本作品では人間と天族という2つの種族がいる。人間は物理攻撃が高く、AボタンとSボタンでそれぞれ特技と奥義を使用することができる。天族は○ボタンと×ボタンでそれぞれ中近距離用の特技と天響術を使用することができる。
スレイはパートナーの天族と融合し、その天族の属性の力を得られる能力「神依化」を持つ。戦闘に参加できる天族は1人の人間につき1人だが、待機中の天族をパートナーとして呼び出しての神依化も行える。そして、途中からロゼが参戦する事により、人間2：天族2というメンバー構成となるが、スレイとロゼは戦闘メンバーから外すことはできない。
人間の導師に天族が合体する事で広範囲で強力な奥義・天響術・秘奥義を使用する事が可能になる。場合によってスキルも重ねることができる。ステータスも純粋加算され強力になるが、合体する関係上、戦闘に参加する天族キャラクターが1人減る。
本作では「石化」の状態異常を受けると戦闘するまで解除されない。

### その他
フィールドではスレイ、アリーシャを先頭にしてパーティーメンバーを連れて歩くことができる。なお、ゲーム内では一時的に他のキャラクターが同行者になることはあるものの、中盤からはロゼのみが同行者固定となる。

## 世界観
グリンウッド
豊かな自然と火山や大湿原といった多様な環境を持つ大陸。
ハイランド王国
山地や高原に囲まれた豊かな国。昔ながらの文化と伝統を重んじる国だが、現在はかつての伝統は薄れつつある。政治の実権は王族の手を離れ、腐敗した官僚組織が握っている。ローランス帝国とは緊張状態にある。
ローランス帝国
軍事的な発達を遂げており、国土の大部分は肥沃な平野。首都は発達しているが辺境は貧しく、古い伝統を誇るローランス教会が発言力を持つ。
その他、北の大国と呼ばれるスラガ公国が存在しているが、現在交流がないため国土や地形は不明。

## 用語
天族
グリンウッドに存在する超常的存在であり、人々の信仰の対象。精霊や天使、神に相当する。
人の姿から動物の姿まで様々な姿のものが存在する。通常「霊応力」がないものは見ることができないが、霊応力のある人間が目を閉じたり、耳をふさぐなど「知覚遮断」をすることで、他者が天族を感じる仲立ちをする事ができる。
天族は「天響術」を行使できる唯一の存在であり、各々が地水火風の属性を持っている。また、各属性の性質に応じた性格、好み、趣向をもつ傾向が強く、本人の精神的特徴が容姿にも現れる。寿命がなく外見の変化にも絶対的な規則性がない。食事や睡眠をとる必要はないが、嗜好としてとる者は多い。「思い込み」が見た目の姿に反映されるため太ったり痩せたりもできるが、自分を偽ると穢れを受けやすくなるため、みな相応の姿をしている（と説明されるが、天族が自ら穢れを生み出すことはない）。また天族は子を授からず、天族と契約した導師は子供を作ることができない。
「加護」とは天族の願いのようなもので、天族が一緒にいたいと思う人間と出会うと天族本人の意志を離れて発動する。天族は「穢れ」のないモノ、信仰の対象であるモノを「器」として宿ることで力を増幅させることができ、中でも強い力を持つ者は穢れを制御できる「加護領域」を展開できる。人々の祈りを糧に「加護」をもたらすが、信仰がなくなったり「器」が穢れると加護がなくなる他、「器」に宿す天族は憑魔化する危険もある。また加護が必ずしも人のためになるとは限らない。
五大神
この世界に広く加護を与えて知られている5人の天族。神にも等しい力を持ち、その領域は大陸を覆うほど巨大、天族が使う天響術の力の源であり、自然の均衡を保つ者たちともいえる。無を司るマオテラス、火を司るムスヒ、水を司るアメノチ、地を司るウマシア、風を司るハヤヒノの五柱からなる。またカノヌシというマオテラスの前任とされる天族の記述も残されている。カノヌシは名前ではなく、「彼の主」、すなわち「名も無き天族」「真名を呼んではいけない天族」という説がある。
護法天族
五大神の陪神。非常に強力な力を持つ天族。その名の通り、施設や力を護る番人のような存在。現在では各地の試練神殿で導師に力を与える。火のエクセオ、水のアウトル、地のパワント、風のワーデルが知られており、その他「穢れの坩堝」という危険な施設を封印していたゴウフウもいる。いずれもマオテラス以外の陪神だが、かつてはマオテラスも複数の陪神を従えていた。
憑魔
魔物や祟り神に相当する。「憑魔」は天族の天敵であり、「穢れ」を帯びた人間や、植物、動物が魔物化した存在。通常は少しの穢れなら自浄できるが、導師の「浄化」の力がないと憑魔から「穢れ」を祓うことはできない。
人間の憑魔は普通の人間にしか見えないため、歴代の英雄のほとんどは憑魔ではないかとも言われており、憑魔化した人間は異常に老化が遅くなる。
普通の憑魔は導師の「浄化」で元に戻せるが、憑魔化する程の大きさと本人の意志によって、浄化できない者も存在している。
天族も穢れを受ければ憑魔化し、普通の人間が見ることができるほど強い穢れを帯びて実体化した天族は「ドラゴン」と呼ばれ、こうなってしまうと「浄化」の力をもってしても元には戻せなくなる。
八天竜
強い穢れに晒され続け、ドラゴニュートやドラゴンパピーという段階を得た後にドラゴン化した天族。ドラゴンになった天族は実体化し、普通の人間にも見えるため、破滅と死をもたらす「破滅の使徒」とも言われ、不吉の象徴、恐怖の対象として伝わっている。
ドラゴン化した天族は浄化できず、完全に鎮めるには殺すしか道がない。「八天竜の伝説」としても知られるが、この八天竜は決まった八体のドラゴンを指すのではなく、時代によって代替わりや欠番が出る。
『ゼスティリア』の時代では、災禍の顕主ヘルダルフと結びついている憑魔化したマオテラス、エドナの兄が憑魔化したアイゼン、戦場の穢れを受けて護法天族ゴウフウが憑魔化したティアマット、カースランド島に捕らえれているファブニール、同じくカースランド島に捕らえれているイルルヤンカシュ、カースランド島で白骨化しているドラゴンゾンビの六体が確認されており、残り二体は欠番。
穢れ
人間や動物、植物の憑魔化や天族のドラゴン化と関わる負のエネルギー。
人間の常識におけるいわゆる一般的な悪からではなく、事象の否定や自分を偽ると穢れを放つ。逆に自分のしたことは自分の信仰や信条に従うなら、例え悪事をしたとしても穢れは生まない。他人が発した穢れからも穢れがうつる場合がある。
人間が放つ穢れは時間を経てば自動的に消えるが、穢れを放つ量が多くなると、放つ者は憑魔化する。
災禍の顕主
穢れの源とも言える強大な力を持つ憑魔。歴史上災厄が溢れる時期では必ず現れる。ドラゴン以上の穢れの領域を持っており、心を保たない者は中に入ると即座に憑魔化する。導師ですらその領域下では力が削られる。
なお、災禍の顕主と呼ばれる者は必ず理性を持つ。ドラゴン化した天族は完全に理性を失うため、例え強力な力と領域を持つとしても、災禍の顕主ではない。
歴史上クローディン王の前に大陸統一したメリオダス王も災禍の顕主だった、そして千年前に導師と災禍の顕主と戦争があった記録がある。
『ゼスティリア』での災禍の顕主は「ゲオルク・ヘルダルフ」。
導師
天族の力を借りて災厄を薙ぎ払う救世主として伝承に伝えられている。ハイランド王国とローランス帝国でも戦争の機運が高まり、災害や凶作が相次いでいるため、この「災厄の時代」において導師の出現を待ち望む声は世界中で高まっている。
霊応力の高い人間にしかなれないが、災厄の時代以来人口が減り、信仰が薄くなっていく一方で、導師になれるほどの者が極めて少なく、四属性の天族と契約できるほどの導師もほとんどいない。
3000年以上前から導師は存在していたとされ、大陸統一したクローディン王も導師だったと天族の間で言い伝えが残っている。だが200年ほど前の災厄が勃発した後、導師は歴史の表舞台から姿を消す。先代導師ミケル以降、この20年は導師が存在しないという状況が続いている。大人数の導師が存在した時代もある。
神依
契約した天族と導師が融合する能力。天族と直接融合して天族の力を使う。導師の切り札とも言われる。
神依化するには、天族の力を馴染んだ「器」である導師や従士と、天族が自身の属性にあった「神器」を持っている必要がある。
従士
導師が別の人間と契約し、天族の力を分け与えることが可能になる人物。従士契約で従士は導師から真名を授けられる。従士は導師を補佐するもので、導師の領域において導師と同じく浄化の力を使うことができる。
霊応力の高い従士は導師と遜色ない活動ができる。導師並みの霊応力を持つ場合神依すら発動可能。しかし霊応力が低い場合は導師が補うことになり、導師の身体に負担がかかる。
セキレイの羽 / 風の骨
ロゼが所属している大陸全土で活動する商隊ギルド。「信用第一」を信条にしており、常に安定した値段で提供していることから他の商人からも信用されており、ハイランド王家御用達でもある。
一方で裏の顔として暗殺ギルド「風の骨」を営んでおり、依頼があれば表の商売の傍らで暗殺対象を調査し、抹殺するべき「悪」と断定すれば暗殺する。その掟を逆らうメンバーがあればギルドが全力で相手を阻止し処罰する。
前身はかつてデゼルが友人ラファーガと共に見守っていた「風の傭兵団」。5年前に前団長がローランス帝国の皇子を殺害したという無実の罪で捕えられて処刑されたことで、裏の顔で生きざるを得なくなったという事情がある。

## あらすじ
天族の杜イズチの住人に拾われ、慈しまれて育った人間の少年スレイ。彼の楽しみは社の近くの古代遺跡を探検することで、いつか幼馴染のミクリオと共に世界中の遺跡を冒険することが彼の夢となっている。ある日、遺跡探検中にミクリオを助けようとして、崩落に巻き込まれてしまった。そこで偶然発見した人間であるアリーシャを追って、スレイはミクリオと共に外の世界に出る。スレイは初めての下界で商人の少女ロゼと、伝承にある「湖の乙女」と呼ばれる「浄化」の力を持つ天族の女性ライラと出会い、天族と人間を救い、彼らが共存できる世界を作りたいという夢のために「導師」となることを決意し、はじめての下界でスレイの運命が大きく動いていく。

## 登場人物

### 主要人物
企画の出発点としてライラがまず初めにキャラクターデザインされ、いのまたむつみの天族のデザインと藤島康介の人間である主人公が初期構想の起点となり、スレイとミクリオのバディものを描きたいと考えた。シナリオプロットが作成されるよりも前、世界観やキャラクターを設定する段階で、奥村大悟はアリーシャがスポット参戦キャラクターだと説明を受けキャラクターデザインした。
開発スタッフは本作のヒロインをロゼに設定しており、エンドロールのキャスト表ではスレイの次はロゼとなる。シリーズ関連の書物やグッズで「主人公とヒロイン」を出す場合はスレイとロゼを出す等、ロゼが正式なヒロインとして扱われる。
発売前は馬場英雄プロデューサーはヒロインについて「ゲームを進めていくとわかるようになります」と語り、、ユーザー間ではヒロインが誰であるかについて議論になっていたが、一部メディアでアリーシャがヒロインだと記載されていた。製品パッケージ裏面のストーリー紹介では「1000年生きた天族と1人の少年が出会うとき、物語は始まる」「数多の遺跡探検を夢見る少年スレイは、浄化の力を持つ天族ライラと出会い、憑魔と戦う「導師」となって広大な大地へ旅立つ」とあり、女性キャラクターの中で紹介されたのはライラのみだった。馬場は海外のトークショーで「誰がヒロインかは自己判断で」（自己判斷「誰才是女主角」）と言った。発売前にメディアに渡した資料においてアリーシャをヒロインと記載したものはなかったが、一部メディアではその渡した資料内容と異なる表現がされた。主要人物全8人だが全8人揃う事なく揃うのが全6人。アリーシャ仲間加入は序盤及び終盤のスポット参戦でザビーダ仲間加入がデゼルの死後でザビーダがデゼルの力を引き継ぎ仲間加入される事になる。

#### 人
スレイ (Sorey)
声 - 木村良平、今瀬未知（年少期）
男性 / 17歳 / 身長175cm / 武器：片手用の儀礼剣
本作の主人公。生まれて間もなく母親セレンを亡くし、イズチに住むジイジに引き取られて、幼馴染のミクリオと共に育てられた人間の少年。
外界から隔離されたイズチで天族たちに囲まれて育った為、純真で素直な性格。その影響で幼い頃から霊応力が強く、「憑魔」に狙われやすいためイズチから一歩も出させてもらえない。幼い頃にミクリオと村の周辺のマビノギオ遺跡で迷い込んで以来、ミクリオと遺跡探検をして遊ぶのが好きで、「世界中の遺跡を冒険する」ことがスレイとミクリオの夢になっている。
ある日いつものように遺跡探検をしていたところミクリオと一緒に穴に落ち、そこで人間のアリーシャが倒れているのを見つける。その後、アリーシャに暗殺者に狙われることを知らせるためにミクリオと共にイズチを旅立つ。人間の街で商人ロゼと出会い、彼女経由に聖剣祭を参加し、天族ライラと出会い、「憑魔」を浄化し、「人と天族が幸せに暮らせる世界を作る」という夢のため「導師」になることを選択し、はじめての下界でスレイの運命が大きく動いていく。
「導師」となったことで人外の力を奮うことができるようになったことから、周囲から尊敬と畏怖を込められるようになり、世界に大きな影響力を与えるようになる。その中で世界を旅し自分なりの答えを見つけた上で世界を救うことを決意する。
歴代の導師の中でも飛びぬけて霊応力が強く、「神依」をすぐに身に着け、四属性すべての天族と契約し、それぞれの神依を使いこなすなど導師としての才覚を見せている。導師として人々を助ける時は周りから尊敬や感謝を得られることがあるが、導師の力を人前で振るうと人々から恐れられることも。何度も経験したあとに「怖がれるより笑われる方がいい」と言うほどの達観さを持つようになった。
人間の負の面に慣れていないほどの純真かつ素直な好青年で、困っている人を放っておけない心優しい性格。他人思いのための行動や背負い込みがままならない結果になることも。導師は憑魔や穢れを浄化できるものの、スレイは何度もハイランドやローランスの政治勢力にその影響力を利用され、旅での出会いで人間の社会では浄化ですべてを解決することではないと旅に通じて知ることになり、最終的に自分は導師としての道を貫くことを選んぶ。
導師になった事により数々の試練に直面し葛藤するが、自分がライラたち天族の器で、自分が穢れに浸食されたら天族たちが全員ドラゴンになりかねないという自覚を持ち、独断による無茶はほぼしない。天族たちの力をただの道具として見ることを拒否し、ロゼや天族たちの助けに感謝している。導師の力を徐々に認識した後、出来る限り一般人の前で使わないようにするが、憑魔や穢れが現れると例え一般人に怖がられ、自分のその原因でショックを受けても躊躇なく導師の力を使う。
導師の浄化の力は最初万能だと思っていたこともあるが、枢機卿がきっかけで「殺す」と「救い」について考えようになる。旅の中でロゼとデゼルの出来事、ザビーダの経験、そして知ることになった災禍の顕主の真相は彼が「殺す」と「救い」に纏わる、導師としての答えをメーヴィンに告げる。他人の価値観と正義を肯定する前提で相手を接する。ロゼの独特な価値観に対して一部の反論を持っているが、それが彼女らしさであることを認めてあり、自分もその彼女に助けられたことに感謝している。その特質は彼が旅に通じてが最終的に人それぞれが自分の輝きを持っていることという答えの一つに繋ぐ。
好奇心旺盛で知識豊富、歴史が絡むとミクリオと共に夢中になりやすい。よく遺跡や遺物について討論しているが、理論寄りのミクリオと比べて感覚で捉えていることが多い。心に夢への熱い想いと純粋さを持つが、同時に冷静沈着で落ち着いた性格であり、物事を理性的に判断する等、優しさと厳しさの両方を併せ持つ。
泣き言や弱音を吐く事はほぼないが、ミクリオとケンカした時は上手く自分の力をコントロールできなくなり、「はちゃめちゃ導師」とライラに評されるなど、彼には心を許している。人当たりが良く初対面の人物とも打ち解けやすいが、野心を持って取り込もうとする政治家には冷静にシニカルな受け答えをする場面もある、でも嘘をつけないため、度々困る事態に陥る。異性に対する意識や男女の恋愛関係への関心は極めて薄い、他のメンバーからロゼやアリーシャとの関係についていじられた時さっぱりとした態度で否定した。
戦闘は主人公らしく前衛特化型。剣術はウリボア狩りで鍛えたもので、筋肉質でがっしりとした青年体型。右利きだが鞘も右側に装備しており、片手で剣を一回転させるような独特の抜刀をする。また一部を除いた奥義や第二秘奥義は左手で剣を使用する。幼い頃からミクリオと稽古したため、初めて覚えた奥義は水属性の「天滝破」になる。雷の天族ゼンライに育てられたためか、2つの秘奥義は「雷」関連の技になっている。
古代語を解読できるため、マップ上で設置した古代語で書かれた石碑を解読できる。ゴブリン憑魔の砲台の「乗り物」に興味を持っており、「楽しそう」といつかは乗りたいと思っている。
『ザ クロス』におけるスレイ
弓を扱う描写が追加されており、ウリボアを一発で仕留めるなど、その腕前は高い。
ゲームと比べ感情的な性格であり、霊応力も高い。しかし、「人間の穢れを浄化する際に穢れを引き受けなければならない」という設定が追加されており、その際穢れの元となった負の感情や記憶も流れ込む。
「人と天族が共に暮らせる世界を作ること」を夢見ており、その最大の障害といえる穢れについて自分なりに考えている。当初はただ穢れを浄化すればいいと思っていたが、穢れは自分も含めて全ての人間が心に抱えている負の感情であると理解し、世界から本当に穢れを根絶するのなら全ての人間から感情を無くすしかないという結論に達している。しかしそれと同時に「感情を無くしてしまえばもはや人間とは呼ばない」と、穢れと人間は切り離すことのできないものだとしている。
二期ではローランス首都ペンドラゴの大聖堂到着後にロゼと従士契約を交わし、二人でドラゴンの屍を浄化することに成功。スレイは成功した理由について、これまでの導師がドラゴンを浄化できなかった原因は「ドラゴンの穢れを受け止められる導師がいなかったため」と推測した。その直後アリーシャからレディレイクが竜巻に襲われていることを知り、ロゼとともに駆け付け、アリーシャも含めた二人の従士と力を合わせてドラゴンを浄化した。
ヘルダルフが災禍の顕主となった出来事は、ヘルダルフと対峙した際に彼の記憶に入り込むことで、実際に起こった出来事を見るという形に変更された。最終決戦で、ザビーダと陪神契約を結び、地水火風の全ての神依を融合させた姿を見せた。
最終回では、ゲーム版と違ってマオテラスが憑魔化しておらず、ヘルダルフを殺していないため、ヘルダルフを浄化するため彼と眠りにつく。エピローグ後、ヘルダルフの浄化が完了し、ぼかされていたゲーム版と違い、成長したミクリオと再会。ヘルダルフはゼロから人生をやり直している、と語られる。最後は、ジイジと会うためにミクリオと神依化し、穢れが適正量になった世界を見て幕を閉じる。
ミクリオとの喧嘩、ジイジのキセル、カムラン、ルーカス関連、浄化と死についての葛藤、霊応力遮断、地の主、出生の秘密など様々なイベントは大幅にオミットされている。
ロゼ (Rose)
声 - 小松未可子
女性 / 17歳 / 身長160cm / 武器：二刀短剣
本作のヒロイン。商人ギルド「セキレイの羽」に所属している少女。その正体は国際指名手配されている暗殺組織「風の骨」の頭領であり、「セキレイの羽」は「風の骨」の表向きの顔である。またロゼ本人に自覚はない上に正式に輿入れしていないものの、長年デゼルの器であったため、スレイと同じく人間離れした霊応力を持つ。中盤以降はロゼが戦闘固定、同行者固定となる。
元々傭兵団の出身で、「木立の傭兵団」などの傭兵団やギルドと同じく自分の信条を持つ故、穢れにくい性質を持つ。「殺し」に関しては彼女たち「風の骨」は自分なりの矜持があり、理に反した理不尽な殺しはしない。殺しは罪という認識は持っているが、それは自分がなすべきことであると覚悟があるため、暗殺者ながら穢れのない心を持つ。自分が「悪」だと分かっていたから、人を殺していたことを正当化する司教のような罪を正当化する者が「化け物」に見える。またスレイ並の強い霊応力を持つため天族が見えてもおかしくなかったが、デゼルの影響で幽霊等の非科学的なものが嫌いになっており、恐怖心から天族を認識できなかった。しかし後に見えるようになり、また神依の力も発現させるようになる。口癖は「さぱらん（さっぱりわからん）」
「スレイ（導師）の仕事は生かすこと、自分（暗殺者）の仕事は殺すこと」という考えを持つが、スレイはロゼに人を殺してほしくないと考えている。ロゼは己の考えは変わらないが、「ロゼに殺しをさせたくない」というスレイの優しさに感謝している。「人を生かそう」とするスレイに対し、ロゼは「仕事人として殺す」事に強い覚悟を持つ負の半身。
元は戦争孤児であり、幼い頃に戦場で彷徨っていたところを、「風の骨」の前身である「風の傭兵団」団長ブラドに拾われた。幼い頃はギルドの幹部エギーユに背負われたまま戦場を歩くこともあった。戦い方はエギーユから学び、知識はロッシュから教わった。アン・トルメとアン・フィルはクラスメイトのような関係。血は繋がっていないが、ギルドのメンバーたちを家族と思ってずっと大事にしている。前述の経歴からスレイやミクリオと同じく学校に通っておらず、2人と同じように学校生活に憧れを持っている。
昔は「お姫様になれる」という言葉に夢を感じるような少女らしい一面を持っていたが、現在は「風の傭兵団」の出来事と頭領としての経歴を持つため、パーティーの中で一番「現実」を受け止めている者とも言える。スレイに背負われている際に襲うタイミングを探るために眠ったフリをしていたり、ご飯を満杯まで食べるなど年頃の娘とは思えない言動が多く、デゼルからも心配されている。「セキレイの羽」の商人として金にがめつい一面があるが、商売する時は信用第一を信条にし、スレイから安い値段で購入したジイジのキセルも突発事件の後で、ある程度の補償を払った。プレイヤーの選択次第で高く買収したディフタ家のナイフもスレイを働かせることで返還する。
元々強い霊応力を持っていたが、長年自分に憑依しているデゼルの干渉を受け続けた結果、天族の力が異常なまでに通る体質になってしまった。そのため神依の才覚を見せすぐに発揮できていたが、エドナの危惧通り憑依した天族がロゼの身体を自在に操ることもできてしまい、事実デゼルはロゼを操りスレイたちの前に現れたこともあった。ロゼ本人は自分とデゼルの関係を知らずにいるが、ある事件の後幼い頃に彼と出会ったことがあることを思い出す。
マイペースな性格で、パーティのムードメーカー。スレイに関しては当初「導師は人の世を混乱させる」の理由で試すために襲ったことがあるが、マーリンドや戦場で彼の人柄に触れ、スレイを見極めることと、天族たちからスレイには同じ痛みを分かち合え、同じものを見える人間の仲間がいた方がいいという勧めから、従士の契約を交わしスレイの旅に同行するようになる。スレイやミクリオと同年代の年で、よく他のパーティーメンバーから若者扱いだが、社会経験が豊富のため時々先輩の立場で冷静にスレイに助言をしたり、戦闘中で冷静に判断したりする。サブクエでスレイが他人から化け物扱いされた時、彼のために怒ることも。
家族である「風の骨」のメンバーへの思いが深く、かつてブラドから貰った髪飾りは今でも付けている。ギルドを裏切ったルナールは「家族ごっこ」と嘲るが、彼女はそれを既に自覚しており、それでも家族と共にいることを諦めない。また天族を怖がっている頃でも雨の中にいるライラやエドナたちへ配慮する優しさを持つ。ローランス皇家への復讐に対して不賛成の態度を取っている理由は、ギルドの矜持に反することと「復讐に夢中になるせいで家族が傷つくことをしたくない」の2つにある。
ゲーム本編ではアリーシャの事を心配し、気の合う様子を見せていた。後日談ではアリーシャが襲いかかられていたところを彼女を助けて、彼女に和平条約を専念したいため本編でラストンベールで会ったあとのことをわざと伏せていて、そのため喧嘩をしたがお互いを認め合う仲となった。彼女が従士になった際には『イスリウィーエブ＝アメッカ（そぞろ涙目のアリーシャ）』という真名をつける。アリーシャの予想外の行動に面食らう場面も。
スレイとミクリオが夢中の歴代考察や古代語などに全く興味がなく、彼らの歴史議談に加わろうとしたが楽しさが分からないため諦めた。後日談でも遺跡などに興味はないが、アリーシャに真名を付けるほどの古代語は学んだ様子。
おやつ作りに関しては、本人は料理上手だと思っているが、実際はデゼルが何とか食べられるくらいに手を加えていたらしい。ゲーム終盤のチャットでデゼルと同じくらいのお菓子を作れるようになる。
従士としての真名は「ウィクエク＝ウィク」で、意味は「ロゼはロゼ」。緊急事態で即興で付けた名前とはいえスレイは合っていると思っていたが、ロゼは手抜きとしてやや不服に思っている。終盤ではその真名は彼女に相応しいと、幾つのチャットやシナリオで描かれている。
後日談では導師となっており、天族たちと手分けして両国で封印の術を探っている。エンディング後、彼女はスレイの従士としての役割りを果たし、希望を次世代の導師へと渡したと伝えられた。「子を成せない」という導師の設定もあり、生涯に血の繋がる家族や子孫は持てなかった様子。
2021年、テイルズキャラクター自分のために応援ソングを歌ってほしいランキングで、第2位を獲得。
2022年、発売された「テイルズ オブ シリーズ25周年記念集 ～25th Anniversary Box Set～」一番好きなキャラクター・一緒に旅に出たいキャラクターランキングで、第1位を獲得。
2023年、テイルズチャンネル+とTales of YouTube Channelで行われた名シーンアンケートでは、スレイとロゼの名シーン「互いの役割」が第1位を獲得。
2024年、テイフェス2024実行委員総選挙では第10位を獲得、ロゼは唯一トップ10にランクインした女性キャラ。
『ザ クロス』におけるロゼ
商人と暗殺者の顔を使い分ける背景は変わっていないが、来歴が大きく変更されている。前団長のブラドから「届かない理想より目の前の正義」という信念を引き継ぎ、若き団長として暗殺を繰り返してきた。そんな彼女が穢れなかった理由を、スレイは『誰かのためになると信じて、穢れを受け止めてきたから』と推測している。しかし理想を追いかけるスレイとアリーシャの生き方に触れ、更に災厄を振りまく「穢れ」の存在を知ったことで自分の今までの行いに疑問を抱く。そして世界をより良くするための手段としてスレイの従士となることを選び、彼とともにドラゴンの亡骸を浄化することに成功した。
野盗の襲撃にあい天涯孤独の身となった時、ブラドに救われたことから「風の骨」へ入団した。本編より五年前、「風の骨」がコナン皇子の私兵として雇われた際、彼の妻としてローランスに迎え入れられる約束を交わしていたが、仕事が終わった際にブラドを含め多くの団員が殺され、コナン皇子に対しての復讐を念願にしていたという設定になっている。
また原作と違い、霊応力が弱いらしく、神依が使えない。また従士の神依は、導師と違って従士にも天族にも負荷が大きく、失敗時に従士・天族共に命を落とすリスクが判明。デゼルの発案で修行を繰り返し、北の大地での決戦時に「風」の神依を身に纏う。しかし使いこなせているとは言い難く、長くは持たなかった。
デゼルの最期のやり取りは原作と同じだが涙を見せ、デゼルの帽子をザビーダへ譲り、その帽子はザビーダの神依時の神器となった。決戦後は、髪を伸ばしており、女王となったアリーシャとの交流も続いている。
天族への態度変化、ルナールとの対峙、自らの行いと矜持に対する揺るがない一貫性、「罪の心」に対する考え方、デゼルとのやり取り、スレイの背中を押すための決意のような幾つ重要なシーンと、ゲーム本編最終決戦後ロゼが選んだ道と行く末などのイベントは大幅にオミットされている。
アリーシャ・ディフダ (Alisha Diphda)
声 - 茅野愛衣
女性 / 22歳 / 身長161cm / 武器：長槍
ハイランド王国の王女。現ハイランド王家の分家であるディフダ家の出身で、王位継承権の末席に位置している。王族としての力が足りないため騎士になり、国や民にできることをしたいと考えている。母親は当主だった父親が市井で一目惚れした一般女性であり、王族としての扱いは低く、軍事に手を伸ばそうとするバルトロ内務大臣と対立する。また、飢饉により一時的に停止されていた聖剣祭の再開を提唱したものの、その発起人でありながら国を離れていた影響で、兵士たちからの信頼度も高くない、国では賛否両論と評価されている。作中やゲームの設定資料集で年齢は明かされないが、スレイとロゼよりは年上と発売前の資料に書かれて、『ザ クロス』では22歳と確定された。
自らを国に尽くす騎士と捉えており、信念を自らが見せることが必要だと考え、災厄や異変を自分で何とかしようとしている。災厄の時代がはじまったとされる「始まりの村カムラン」を目指そうと単身でアロダイトの森に入ったことから、領域内に侵入したとしてジイジの雷を受ける。その後いつの間にかマビノギオ山岳遺跡に倒れており、スレイに助けられた。
規律正しく真面目で、不器用ながらもとても真摯な性格であり、認めた人間には献身的に接する。元々は騎士らしい男口調で話すが、アフターエピソードでのロゼとの再会後は砕けた口調で話す、その時ロゼの口調が移ったらしく、ライラは元の口調もマルトランの影響で、元から他人からの影響を受けやすいではないかと推察している。一方ライラやエドナなど天族相手には敬意の表れから敬語かつ「様」付け。
やや天然ボケな面もあり、ギャグシーンでは無意識にパーティーキャラの弱点を突きやり込めることも。幼い頃「天遺見聞録」を読んだことがあり、その時は今のスレイと同じく世界中の遺跡を探検したいと思ったことはあるが、今は騎士として国に尽くしたいと考えている。騎士としての責任感が強く、スレイの従士になった頃もよく役人との交渉でちょくちょくパーティーを離れて別行動をとる、スレイが人々の前で壊れた橋の礎を作った時から人々に怖がれ、落ち込んでいたスレイが他のメンバーやマーリンドのまとめ役に慰められているときも、橋を渡ることを最優先で考えている。
霊応力が低く、天族おろか、憑魔すら見えることができないが、元々一般人より才能があったため、導師となったスレイと従士契約を交わし、浄化の力をふるえ、天族が見えるようになる。しかし従士契約の反動によるスレイの右目失明となる、それが判明した前よく戦闘後で「スレイ、右の防御が甘いぞ」とスレイを指導している。スレイの彼女への配慮でみんなで黙っていたが、スレイの右目による彼の戦闘中での支障や祖国への想いもあって旅を続けることに限界を感じ、スレイ達との旅よりもハイランド国を守る道を選ぶ。アリーシャのような導師ほどの力がないが憑魔と対抗できる者に力を振るえるようにすることは、スレイの最終的な選択の一因となる。従士としての真名は「マオクス＝アメッカ」で、意味は「笑顔のアリーシャ」。
理想に燃える一方、政治には疎く空回りする面もあったが、政治家との掛け合いやスレイたちの懸命さなどの影響から徐々に成長している姿を見ることができる。生真面目な性格の故、宴で政治話をして相手を不快にさせることもある。
スレイの助力もあり、ドラゴン討伐を機にセルゲイとの交流を持つことになり、ハイランド王の代表としてローランス皇帝と謁見を許されるまでになり、最終的には度量の大きい政治家としてハイランド国を守っていく。アリーシャと敵対していたバルトロ内務大臣はカムランへの出兵後に死亡。セルゲイと懇意になり、EDでは彼と行動を共にしており、後日談では軍機大臣マティアに認められ、これからのハイランドを託されることとなった。後日談の漫画版ではローランスと和平条約を結ぶことが実現した。ゲーム小説版エンディングでは政治家として生涯を国に捧げたと記載されている。
槍自体が身長を超えているため広範囲に攻撃ができ、HPと防御力が高い。料理自体をしたことがないらしく、武器を使って作ろうとするなど漢らしい。
ゲーム本編でのパーティ加入は序盤および終盤でのスポット参戦。1300円で販売（2015年2月12日から同年2月28日まで期間限定で無料配信）のアフターエピソード『瞳にうつるもの』及びその漫画版では主人公を務める。古代語が読めないため、アフターエピソードでは石碑を調べる時文字を読めない。
『ザ クロス』におけるアリーシャ
根本から人物設定が異なり、出自も国王の妾腹の子というものにされ、分家であるディフダ家に養子として預けられている設定に変更されている。またアニメオリジナル衣装や髪型などが多数追加されている。担当声優の茅野愛衣がインタビューで「アリーシャは（アニメの）もうひとりの主人公」と語るほど、ゲーム本編と比べ、出場時間はスレイとロゼより遥かに多い上、シナリオに大きく関わるキーキャラクターとなっている。
ゲーム版では自分の行動にやや迷いがあったが、アニメ版ではより強靭な精神力とリーダーシップの持ち主であり、自分を夢想家であると理解しながらも理想を追う人物として描かれている。自らを「騎士」というより「姫」や「従士」と捉えているほか、直属の親衛隊を保有しているなど、国民からの人望も厚い。
スレイと同じく幼い頃から「天遺見聞録」を読み続けていて、アニメやufotableの特典映像で遺跡と関わることが多く、スレイと遺跡討論することがある。
ゲーム版にはなかった前日譚が描かれている。グリエル村へ調査に向かった際、複数の部下と村そのものを失った大災害を目の当たりにし、国家を救うために奔走。スレイと出会い、旅に出るまでの経緯はゲーム版と相違ないものの、レディレイクからレイクピロー高地の途中と、マーリンドからローランスとハイランドの戦争までの間だけ旅に同行する。またイズチでスレイに天族を紹介された時には、地上の現状を訴えるなどの演出に変更された。ジイジの視線を感じ取るなど、原作よりも霊応力が強い様子。
平和主義者で、聖剣祭で「敵がこちらに攻撃するまで我々は攻撃してはならない」という演説を披露した。それをきっかけに民からの不安は憑魔を生み、スレイが導師になる要因になった。
戦闘力が抜群に高くなっており、槍だけでなく剣も扱うことが出来る他、自分を暗殺に来たロゼをナイフ一本で相手にすることができる。その後ロゼに「自分を見極めてほしい」と告げて同行させる。戦争中は彼女とともに停戦のため奔走し、味方の兵士に囲まれても不殺主義を貫くが、それが原因で兵士に刺され、重傷を負う。それにより自身とロゼを危険に晒すことになったが、ロゼと供にいるデゼルが兵士を散らし、更に激昂したロゼが軍の指揮者を人質にすることでハイランド側に停戦させることに成功した。
一期のラストでハイランドの内政を立て直すためスレイと別れる際に「導師が死ねば共に命を失う」というリスクを承知の上で従士となり（スレイはローランスへ行った後そのリスクを知らされた）、初めてライラたち天族の姿を見て、涙ながらの笑顔を見せた。
アニメ終盤、バルトロの計略で国家反逆罪に問われた後は配下の騎士たちと共に国内を転戦しており、その後ハイランド奪還を敢行する。途中で穢れと憑魔に遭遇したが、（『ザ クロス』の設定上）従士は浄化の力を得られないため、偶然出会ったザビーダの助けを得た。その際に従士としての能力である「導師との遠隔対話」を解禁し、レディレイクに出現していた竜巻を起こすドラゴンへの対処を依頼した。転戦の途中でルナールと出会い、言葉だけでルナールの心を揺るがし、彼を「誰かの力になりたい」と思わせるほど改心させた。王都に帰還し、国王である父は彼女を庇うために死亡。バルトロとの決着後、スレイとロゼに合流し、竜巻のドラゴンを浄化。以降アリーシャはハイランドの事実上の指導者になり、ドラゴンによる被害と国王や大臣不在のレディレイクをマルトランに任せ、北の地への最終決戦にも同行する。道中でしばらくの訓練を受けた後、エドナとの神依に成功し、さらに災禍の顕主と対峙した際ミクリオとの神依を成功させている。
最終話でハイランド王国の女王に即位。ロゼとの交流も続いている。

#### 天族
ミクリオ (Mikleo)
声 - 逢坂良太、浜崎奈々（年少期）
男性 / 17歳 / 身長165cm / 武器：長杖
イズチに住む水の天族の少年。赤ん坊の頃からスレイと共にジイジに育てられてきた家族であり幼馴染。スレイの最大の理解者。幼い頃からスレイと共に遺跡探検をして遊んできた為、「世界中の遺跡を探検する」という夢を互いに抱えている。はじめて見たスレイ以外の人間の少女アリーシャとの出会いを経て、スレイと共に外界へ飛び出した。
下界に降り立った当初はスレイの友人として同行を続けていたが、レディレイク滞在中にスレイが導師となり、ミクリオを危険に晒したくないスレイと、スレイの足手まといになりたくないミクリオの間でトラブルになり、行方を眩ませてしまう。スレイがガラハド遺跡探索中に発見した「弓の祭壇」に敷かれていた弓が神器であり、水の天族に適性があると知るとこれを持ち出し、火に耐性のある憑魔相手に苦戦していたスレイたちを助けて、陪神になることを志願した。
年齢はスレイとほぼ同い年であり、数千年以上生きる天族の中では非常に若く、パーティメンバーの天族の中では最年少。本人もコンプレックスを感じるほど小柄で中性的な見た目だが、細やかでよく気が付くしっかり者。生真面目かつ付き合いがいいため、いじりには滅法弱く、エドナからはミクリオボウヤを略して「ミボ」、ザビーダからは「ミク坊」と呼ばれている。また幼馴染として、未熟な導師スレイを精神面から支えている。
右利きのスレイは右側、左利きのミクリオは左側が彼らの定位置となっている。しかしスレイの右目失明中は常に右側に立ち、ただ一人察して黙ってカバーしている。
スレイに倣って本来天族が必要としない睡眠と食事をとることが習慣となっている。天族に育てられたスレイを心配し、スレイに人間の仲間がいてほしいと考えているが、それは天族である自身と人間のスレイが同じものを見聞きできているのかわからないという複雑な思いの裏返しでもある。スレイの足手まといにならないよう努力を重ねると同時に、「本当に辛いなら導師をやめてしまえばいい」とも考えており葛藤を抱える。一見クールなミクリオが感情的な性格である一方、スレイは本質的には冷静な性格。
「天遺見聞録」に倣って、いつかスレイや仲間たちとの旅と、自分が見聞きしたものを書籍にまとめて出版することを目論んでおり、文章に使うための文言をあれこれ考えている。
天響術は水属性が中心で、単体回復術はパーティー随一だが、集中力が低い。水を司る天族のため氷菓子作りが得意で（アイスクリーム・アイスキャンディー・ムースなど）、初期は火を使った料理を苦手としているが、最終的にはパーティーの中で唯一全種類のおやつを作れるようになる。
真名は「ルズローシヴ＝レレイ」。意味は「執行者ミクリオ」。冗談として言われた天族の加護は「学業成就」。
2017年テイルズキャラクター総合人気投票で、第1位を獲得。
2021年テイルズキャラクター応援したい・応援されたいキャラクターランキング・自分のために応援ソングを歌ってほしいランキングで、第1位を獲得。
2022年テイルズキャラクター総合人気投票で、第2位を獲得。
ライラ (Lailah)
声 - 松来未祐（ゲーム）、下屋則子（TOZ-X、ドラマCD、外伝作品客演時）
女性 / 身長172cm / 武器：紙葉
湖上の街レディレイクで「湖の乙女」として祀られていた火の天族の女性。彼女を宿した聖剣を抜いたものは導師になれるという伝承があり、レディレイクで行われた聖剣祭で「憑魔」に追い詰められたスレイが導師になることを選んだことで、スレイに輿入れし彼を器として宿る主神になる。その後は導師となった彼を優しく導きサポートしていき、また自分と陪神として従える契約を結べば他の天族にも「憑魔」を浄化する力を与えることが出来る。誓約の代償により忘れ去られた先代導師への強い後悔から、スレイには導師としての使命を背負いすぎずに、ありのままの彼で生きてほしいと願っている。グリンウッドに生けるものたちを心から愛おしく感じており、二代の導師と清浄と平和のための旅をした。
理知的な大人の女性だが、非常にマイペースで暴走することもしばしば。自らに誓約をかけることで「憑魔」を浄化する力を得ており、先代導師を含めた歴代の導師と共に浄化の旅に出ていた。そのため非常に博学なのだが、誓約のため話すことができない事が多く、禁忌事項に触れると不自然すぎる誤魔化し方をして周囲の憐れみを買っている。天族の中でも年齢はかなり年上の方らしいが、年齢の話題は避けている。顔が広くミクリオ以外のパーティメンバーの天族とは以前からの顔見知り。何かにつけてオヤジギャグ同然の「上手い事」を言うことがあり、前述の禁忌事項のごまかしに役立てている。普段は主神として毅然としている女性だが、それはやや無理を推した姿でもある。
武具の「融合」を趣味としているほか、折り紙や手紙を送るのが好き。「丸まり」に対して異常なこだわりがあり、丸まり選手権連覇をしたとされるアルマジロ天族のアルマ兄弟、その中でもレジェンドとされる「アルマ次郎」を敬愛しており、いつか出会えることを願って日々丸まりを求めている。
天響術は火属性。火を司る天族のため焼き菓子作りが得意だが、氷菓子は苦手。また武器の紙葉に由来してか手紙や折り紙を送るのが好き。
真名は「フォエス＝メイマ」。意味は「清浄なるライラ」。冗談として言われた天族の加護は「家内安全」。
エドナ (Edna)
声 - 福圓美里
女性 / 身長145cm / 武器：傘
傘をさしている天族の少女。兄アイゼンは放浪の旅に出る事が多く、霊峰レイフォルクに一人引きこもって暮らしてきた。ライラやザビーダとは以前からの顔見知り。ブーツと右手の手袋は兄のお下がり。
スレイと同じように人と共に生きる方法を探していた兄は、旅の末に穢れでドラゴン化し、ある時レイフォルクに戻ってきて人を襲うようになるが、それでも兄の側に居続けていた。自分の力を借りる為にライラと共にレイフォルクを訪れてきたスレイと出会うが、人間嫌いのため一度は断る。しかし彼の説得を受け、アイゼンを救う方法を見つける為彼らに同行するようになる。漫画版では「兄の見た景色を見る」という説得により外の世界に出る。
ミクリオ以上の幼い見た目に反して、天族の中でも長く生きている方で、ミクリオより年上。人間を警戒してはいるものの、長く一人で暮らしてきたこともあってか毒舌的な一面も持ち合わせており、非常に面倒くさがり屋。本人曰く「傘より重いものが持てない守ってあげたくなるか弱い系」。他人を弄るのが大好きで、生真面目なミクリオをからかっては楽しんでいるが、スレイには妙に優しい。
ノルミンの人形を傘にぶら下げており、この話題になると話が非常に長くなるらしい。本人は否定しているが、実はかなりのノルミン好きで、全てのノルミンにプロポーズされるほどノルミンに好かれているライラに嫉妬している。
天響術は地属性で、格下相手だと術の詠唱が雑になる。それ以外にも技名も棒読みになる。
真名は「ハクディム＝ユーバ」。意味は「早咲きのエドナ」。冗談として言われた天族の加護は「無病息災」。
デゼル (Dezel)
声 - 小野大輔
男性 / 身長185cm / 武器：ペンデュラム
友を奪った「憑魔」を探しだして復讐を果たすため、人間社会の影で暗躍している天族の青年。他人との関わりを拒むクールな性格だが、内には強い激情を秘めており、また意外に面倒見はいい。天族の中ではミクリオほどではないが若い方らしい。
復讐心に取り付かれている為に憑魔化してもおかしくないが、復讐対象の憑魔にだけはなりたくないという思いから、穢れのない心を持つロゼを自らの器にし憑依することで憑魔化を防いでいる。長年ロゼに歪な形で干渉し時には操ることを繰り返していった結果、ロゼを「自分が操ることのできる復讐のための器」に仕立て上げており、彼自身もそれを否定していない。一方で、長年見守ってきたロゼに対する情も確かに存在し、実際ロゼのことは何度も助けてきたようで、彼女のことになると過保護になるという一面を見せる。器のロゼがスレイの従士になったことで、新たな器を得るためと神依の力が自分の復讐に役に立つという思惑から、スレイたちに同行するようになる。
ライラとは別の方面で博学であり、特に生き物に対する造詣が深い。同時に動物への対応は穏やかであり、珍しい蝶を標本にしようとしたり、絶滅危惧種のウサギを狩ろうとするスレイやロゼに苦言を呈することもある。
真面目な一方で、風を使って女サウナを探ったり（本人は身辺警護と釈明している）、女性陣に水着を着るよう誘導するザビーダの案に乗っかったりする一面がある。
天響術は風属性。実は目が見えておらず、石化攻撃が効かない・吹き飛び半減という特性を持つ。
真名は「ルウィーユ＝ユクム」。意味は「濁りなき瞳デゼル」。振り子を鞭のように用いた戦術を得意とする。
ザビーダ (Zaveid)
声 - 津田健次郎
男性 / 身長187cm / 武器：ペンデュラム
単独で憑魔を狩る旅を続けている天族の男性。上半身半裸の大男で、捉えようのない飄々とした言動と女性を口説きにかかる軽い性格だが、芯は強く男気に溢れている。服を着ないのは本人曰く己にかけた誓約らしいが、真実のほどは定かでない。弱点は寒さと火属性と女の涙。
ライラと同じく天族の中では年上の方で、幼少時代のデゼルとも面識があるらしい。また、エドナの兄アイゼンとも古くからの友人であり、スレイとはじめて出会った霊峰レイフォルクに訪れていたのも、アイゼンとの約束を果たすためだった。憑魔を殺すことのできる特殊な銃を持つが、数に限りがある。憑魔に取りつかれた人間をも躊躇なく大勢殺している事から、スレイたちと敵として立ちはだかることも。
天響術は風属性。デゼルと同じく料理上手。戦い方もデゼルと同じく振り子を鞭のように使うものだが、その実デゼルがザビーダに助けられた時の記憶を頼りに真似たもので、ザビーダはデゼルの師ともいえる（デゼルは助けられたことは忘れている）。
真名は「フィルクー＝ザデヤ」。意味は「約束のザビーダ」。冗談として言われた天族の加護は「縁結び（主に自分に対しての）」。

### 天族・憑魔
ジイジ / ゼンライ
声 - 永井一郎（ゲーム）、緒方賢一（テレビアニメ）
男性 / 身長120cm
本名は「ゼンライ」。天族の杜イズチの長老。スレイとミクリオの育ての親。太古に雷神ゼンライとしてマビノギオ山岳遺跡に祀られ、聖域を守ってきた雷を操る高位天族。
災禍の顕主の計略でその体内に取り込まれてしまい、導師スレイと陪神ミクリオによって貫かれる最期になった。
『ザ クロス』では物語の冒頭しか出番がなく、スレイとミクリオへの親心を表現するシーンはカットされた。
マイセン
声 - 高坂篤志
イズチの住人。赤髪の青年。ナッツというパートナーがいる。ルナールに捕食されるが、漫画版と『ザ クロス』では生存する。
カイム
声 - 鳥海勝美
イズチの住人。銀髪の落ち着いた男性。ジイジに次ぐイズチのまとめ役で、ジイジが亡くなった後、イズチの先頭に立って行動する。
サイモン
声 - 五十嵐裕美
女性 / 身長152cm
導師に従わず、天族の仲間も持たず単独で行動する謎の天族。地水火風の属性によらない特殊な力を持つ。少し露出度が高い服を着用している。己に誓約をかけ、幻術を操ることができる。自身も意図せず加護を与えた者に幻覚や悪夢を見せてしまう業を抱えている。
『ザ クロス』でのサイモン
原作と違って早い段階から登場している。
スレイ達の前に現れた後は自分が『災禍の顕主』ヘルダルフの手下と明かし、デゼルと一時的に戦闘した後はスレイ達に同行。デゼルにその事を聞かれても詳しい事は話さなかった。ところが、スレイ達がヘルダルフのいる雪山に到着した際はすぐに裏切り、アリーシャと馬車に乗っているザビーダを襲撃。絶望と主ヘルダルフの望みが自身の望みと考え、ヘルダルフが自身を利用している事も全く気にせず、ヘルダルフの望みとして自ら穢れに飛び込んでドラゴン化し、一時はヘルダルフと共に姿を消すが、仲間のドラゴンと共に、スレイ達が向かったヘルダルフがいる雪山の道の前に立ち塞がる。デゼルがザビーダから拝借したジークフリートを使用して殺害されそうになるが、スレイ達に説得された事からデゼルに殺害される事なくデゼルと神依化したロゼと仲間のドラゴンと共に戦闘するが神依の力を使用したロゼと力を全て出し切ったデゼルに浄化され元の姿に戻り行方不明になる。
ヘルダルフ
声 - 菅生隆之
本作の最終ボス。霊応力を持つ者から獅子の顔をした巨漢の姿に映るが、元はローランス帝国「白皇騎士団」の初代将軍「ゲオルク・ヘルダルフ」。冷徹な野心家ではあったが、家族を愛する人間だった。
北の大国スラガ公国を制圧する野望を抱き、その足がかりとして大国の南進の要地であるカムランを接収して出方を伺ったが、ハイランドが牽制に動いたため戦略的価値に見切りを付け、カムランから撤収する途中で不自然な天変が起こりローランス軍は落雷に見舞われる。部下は丸焦げだったが、ヘルダルフは不死の身となったことで周囲から疎まれるようになり、地位を追われて隠棲した。その落雷はカムランの長で先代導師ミケルからの報復。ローランス軍の撤収後、ハイランドに蹂躙されるカムランを見て、元導師でカムランの長であるミケルが五大神マオテラスを介して「永遠の孤独」という呪いをかけた。その呪いによって12人いた家族は次々と不審死を遂げることにより生きる意欲を失い、首を吊ったり身投げをするなど自ら死を望むが、呪いによって死ねない体となり、呪いをもたらし憑魔と化したマオテラスと結びつき、ヘルダルフは『災禍の顕主』へと変貌した。
マオテラス
五大神の最高位に立つ天族で、ハイランドとローランスの信仰の対象。光と闇を共に抱く「無」を司る。巨大な竜に似た異形の姿を取るとされる光の聖獣。グリンウッド大陸そのものを器とし世界のバランスを保っていたが、大陸の穢れに蝕まれ憑魔となってしまった。
次作『ベルセリア』では、マオテラスとなる以前の彼が、パーティーメンバーとして登場。エドナの兄アイゼンと親しい間柄であったと明かされる。その関係でザビーダとも知己であり、エドナからは「マオ坊」と呼ばれている。
『ザ クロス』でのマオテラス
声 - 浅倉杏美
概ね設定は変わっていないが、カムランの事件で穢れてしまうものの憑魔には至っていない。しかし浄化も限界を迎えてしまい、湖の乙女に白銀の炎の誓約を託して、いずこへと去る。
ヘルダルフが地脈湧点であるキララウス火山の火口に向かうと、ヘルダルフを食い止めるために戦ったが敗北、拘束されてしまう。その後、スレイが自分ごとヘルダルフを封印したことで、拘束から解放され、スレイたちに世界を救ってくれたことへの感謝を述べた。
ウーノ
声 - 船木まひと
憑魔ウロボロスと化し、グリフレット橋を壊した水の天族。スレイに浄化された後、罪滅しと謝罪のためにレディレイクの聖堂に祀られた聖水を器とする地の主となる。
『ザ クロス』ではウロボロスが登場したが、神依化したスレイに一撃を喰らった後川に落ち、行方知れずとなる。
ロハン
声 - 渋谷茂
マーリンドを加護する地の主。街の穢れにより憑魔化しドラゴンパピーになったとろこスレイに浄化された。街の人の穢れについて再び憑魔化する危険や憑魔化した事に己が地の主になる資格がないと思い詰めた所、スレイの自己犠牲な意志を見て、再び地の主になると決意し、大樹を器にしてマーリンドに加護をもたらす。
『ザ クロス』にも登場。憑魔化した所スレイにより浄化され、その後人間を最優先と考え、地の主に復帰する。
サインド
声 - 浦和めぐみ
ラストンベルを加護していた天族。器は鐘楼の鐘。
高い霊応力を持つ少女・マーガレット（声 - 今瀬未知）とは長い付き合いの友人だが、マーガレットに「サインドは聖堂にいない」という事実を語ったことで教会信者から迫害される様子を見て、人間に愛想を尽かして街を去った。マーガレットとその愛犬がいじめへの怒りから憑魔になった末に命を落とした。友人の最期を見届けた後彼女への責任を感じ、人の心を癒すために再び鐘を器にし、地の主となる。
フォーシア
声 - 今瀬未知
イデル鍾洞で憑魔ツチノコと化していた。スレイに浄化された後は、マシドラは村長の行く末を見届けるために、村長が村のために建てた学校を器とし、ゴドジンの地の主となる。
オイシ
声 - 渋谷茂
ティンタジェル遺跡群で、憑魔ドラゴニュートと化していた、犬の姿をした天族。スレイに浄化された後は、土地への愛着からティンタジェル遺跡群に留まることになった。
後に、ロマーノに利用されて命を落としたジョンの墓が建つと、それを器とし、仲間を悼んで祈りを捧げる少女シノに加護を与えるようになる。
ムルジム
声 - 浜崎奈々
ペンドラコ教会神殿の碑文を器とする、猫の姿をした高位天族。街に溢れた穢れにより、憑魔虎武人と化していた。浄化された後、臨機応変なやり方で信者たちの祈りを選抜することでより安全に王都に加護を与える考えを持ち、ペンドラゴの地の主になる。
次作『テイルズ オブ ベルセリア』にも登場する。
ラファーガ
声 - 宮本充
デゼルの親友の風の天族。共に『風の傭兵団』の旅を見守っていた。若いデゼルの面倒をよく見ていた兄貴分。
5年前の事件でロゼがコナン皇子を殺した際、穢れに襲われそうになったロゼをかばって憑魔と化した。その際、デゼルに襲いかかって彼を失明させた。
フェニックス
声 - 堀秀行
エドナの傘に逆さ吊りにされている、ノルミン天族のリーダー的存在。ある者との決闘で負けたことによりエドナへの加護を任された。天族としての加護は「不死鳥」。各地のノルミン族を全員集めると姿を現し、導師スレイの力量を確かめる（この際にエドナの傘からフェニックスはいなくなっている）。その後はエドナを託して別れを告げる。なお、人形としてエドナを見守ってきたつもりだったが、エドナには早々に本物のノルミン天族であることを見破られていた。
次作『ベルセリア』にも登場。エドナの元に送られることになった経緯が描かれている。
『ザ レイズ』ではプレイアブルキャラクターに昇格。
アイゼン
エドナの兄で、ザビーダの親友の地の天族。冒険が好きで、しょっちゅう旅に出ていた。妹を喜ばせようと、旅先の遺跡で見つけた神器を送ったり、その他にもリボンやお守りなどを持ち帰ったが、土産選びのセンスは微妙で、ザビーダからも忠告されていたらしい。
旅の果てにドラゴン化し、本能からかエドナが棲むレイフォルクへと帰る。以前から自身がドラゴンとなることは危惧しており、ザビーダには「俺がドラゴンになったら殺してくれ。きっとエドナが苦しむから」と頼んでいたため、ザビーダは約束を果たすために彼を殺そうとしている。
次作『ベルセリア』では、ドラゴン化する前の彼が、パーティーメンバーとして登場する。
『ザ・クロス』でのアイゼン
声 - 森川智之
エドナの回想にてかつての姿で登場。最終話では穢れが適正量になった事で元の姿には戻れていないものの、妹の事を認識できるほどの自我を取り戻している。

### セキレイの羽/風の骨
ルナール (Lunarre)
声 - 子安武人
男性 / 身長185cm
暗殺ギルド「風の骨」のメンバー。物心がついた頃から盗みを行っており、人殺しを楽しむ歪んだ心のため憑魔となっている。人と狐が混じった異形の姿をしており、憑魔を認識しているスレイたちからは「キツネ男」と呼ばれている。当初は依頼通りアリーシャを暗殺しようとするも、スレイたちに邪魔をされ仕返しにスレイを殺そうとした為、一般人を殺そうとしたことからロゼたちから牽制を受ける。その後は姿を消し、憑魔としてサイモンやヘルダルフに従っている。
『ザ クロス』では憑魔になる前のルナールの人の姿を見る事が出来る。「風の骨」との往来とスレイとロゼの執着がカットされている。
エギーユ (Eguille)
声 - 増谷康紀
男性 / 身長178cm
「セキレイの羽」の隊長。「風の骨」ではナンバー2で頭脳的存在。先代の代から「風の傭兵団」を支えてきた。穏やかで理性的だが、戦いのプロである、ロゼに戦い方を教えた者、そのためか戦闘スタイルはロゼと同じく二刀短剣。
『ザ クロス』でロゼのサポートとして登場する。武器は二刀短剣から長剣へと変更された。
ロッシュ (Rosh)
声 - 宮本充
「セキレイの羽」の警護担当。寡黙だが事務もこなすエギーユの右腕的存在。「風の骨」の実働員。
『ザ クロス』で正式登場していないが、一期のエンディングアニメで顔を見られる。
アン・トルメ (Ayn Talfyn)
声 - 梶裕貴
「セキレイの羽」のメンバー。愛称はトルで、フィルの双子の兄。おっとりした性格で、主に市場調査や情報収集を担当している。「風の骨」の実働員。
『ザ クロス』では姿のみ登場。
アン・フィル (Ayn Felice)
声 - 小清水亜美
「セキレイの羽」のメンバー。愛称はフィルで、トルメの双子の妹。快活でロゼとはとても気が合い、フィルと共に市場調査や情報収集を担当している。「風の骨」の実働員。
『ザ クロス』では少し出番があるが、多くの時は登場するのみ。
ブラド (Brad)
声 - 大塚明夫
「風の傭兵団」の団長。ロゼの義父。ゲーム本編ではすでに故人だが、漫画版には登場する。
『ザ クロス』において全体像が明らかとなる。

### ハイランド王国
マルトラン
声 - 小山茉美
女性 / 身長172cm
「蒼き戦乙女（ヴァルキリー）」の異名を持つハイランド王国の女騎士。アリーシャの師匠であり、目標とする人物。若年期は病弱であり、没落した家のために大変な苦労をして身を立てており、アリーシャ以上に潔癖な性格だった。アリーシャに対しては複雑な愛憎を抱くが、自身とは正反対の道を行く弟子の行く末を見届けたいという真情も確かに抱いている。彼女は実はラスボスである「災禍の顕主」の手下であった。スレイたちとの戦いのあと、災禍の顕主に利用されたことを知った後、彼女はアリーシャの槍を使って自殺し、アリーシャを否定しながらも彼女への愛情を含めた複雑な心境を吐露する。
『ザ クロス』ではアリーシャの良き師として、物語終了後も彼女を支えていることが描写されており、憑魔と化している描写は一切ない。
バルトロ
声 - 仲野裕
ハイランド王国の内務大臣。官僚が政治の実権を握る王国の実質的な支配者。目的のために手段を問わないものの、その辣腕さからハイランドに国益をもたらす人物でもある。アリーシャと対立するが、強硬な姿勢から周囲から孤立していき失脚する。
『ザ クロス』ではバルトロからアリーシャの父･ハイランド王を助けに来たアリーシャを剣で殺害しようとした際にアリーシャを庇ったハイランド王を殺害。その場で本性を現したが、アリーシャ達の策略にはまり、部下に全て聞かれ追い詰められアリーシャが誰も殺害しない信念を逆手に城から飛び降り自殺した。
マティア
声 - 石住昭彦
ハイランド王国の軍機大臣。国軍の実権を握る官僚だったが、バルトロの強権姿勢から距離を置くようになる。「アリーシャアフターエピソード」ではアリーシャの傘下となり、彼女にハイランドの将来を託す。
ルーカス
声 - 星野貴紀
二大国の将軍にもその名を知られる傭兵の男性で、正規軍に匹敵する力を持つ「木立の傭兵団」を率いる。現在はハイランド王国に雇われている。スレイと親交を深めるが、導師の力を目にしてスレイを恐れるようになる。
ブルーノ
声 - 菅沼久義
ハイランド教会の司祭。アリーシャとスレイの頼みで、天族ウーノが宿った聖水を祀る。
シモン
声 - 船木まひと
ハイランド王国の法律を司る律令博士。実権を握る官僚の一人。バルトロ大臣らと共謀して国民の士気高揚に導師を利用とした。
ナタエル
声 - 渋谷茂
ハイランド教会最高位の聖職者である大司教。実権を握る官僚の一人。近年の災厄で国民の間に厭世観が広まっていることを憂慮している。

### ローランス帝国
セルゲイ・ストレルカ
声 - 堀秀行
男性 / 身長180cm
ローランス帝国皇帝直属の親衛部隊「白皇騎士団」の団長。
天族の見えない攻撃にも反応できるほど、常人離れした戦闘能力の持ち主。ある出来事からアリーシャと親交を結ぶようになり、EDでも一緒に行動している。スレイと意気投合し、白皇騎士団に代々伝わる技「獅子戦吼」をスレイに教える。
ボリス・ストレルカ
セルゲイの双子の弟。ローランス白皇騎士団で警備を総括している。
コナン
声 - 渋谷茂
ローランスの第二皇子で、先代ローランス皇帝ドランの次男。5年前「風の傭兵団」を帝国に組み入れるためにロゼと婚約するが、デゼルの加護で憑魔と化す。権力欲に駆られて兄の第一皇子レオンを殺害。その罪を「風の傭兵団」に被せたが、逆上したロゼに殺された。
『ザ クロス』ではかつて風の傭兵団に戦争の協力を要請し、保障としてロゼの結婚を引き合いに出し、その見返りに戦争終結を約束した。しかし、戦争終結後、風の傭兵団を裏切りブラドらを殺害した。その後、教会と共に偽のエリクシールを巷に流していたが、復讐のために現れたロゼに暗殺されそうになる。しかしコナンはすでに憑魔化しており、ロゼに襲い掛かるが最終的に湖へと落ち生死不明になる。
マシドラ
声 - 大木民夫（ゲーム）、平野俊隆（テレビアニメ）
ローランス教会の教皇。帝国皇帝に助言を与えていた。国に尽くすあまり、家族と離別、絶望して出奔。行き倒れとなったところをゴドジンの村人に救われる。以後はスランジ村長として村のために尽力。偽エリクシールで村の経済を安定させ、子どもたちのために学校まで建てたが、偽エリクシールを製造する際の毒素により亡くなる。
リュネット・フォートン
声 - 進藤尚美
フォートン三姉妹の末娘。ローランスの修道女。
マシドラ教皇失踪後は、枢機卿に選出され、帝国の実験を掌握。国の行く末を案じて邪法で1年にも渡る長雨をもたらし、不安で追い詰められた民を束ねようとした。
悪事と認識しつつも、自身を正当化する心から憑魔メデューサと化し、浄化できないほどの穢れを放ったためにロゼに命を断たれた。
エニド・フォートン
声 - 進藤尚美
フォートン三姉妹の長女。ローランス教会の修道女だったが、司祭のエリックと通じて不義の子を成し、ともに破門。追放先のホルサ村で男への恨みから憑魔ステンノーと化し、村人を石化させて廃村に追い込んだ。その後故郷のフォートン村でスレイに浄化される。ここ数十年の記憶を失っており、二人の妹の安否を気遣っている。
ロディーヌ・フォートン
声 - 進藤尚美
フォートン三姉妹の次女。慈愛と奉仕の精神に溢れる修道女で、「聖女」とまで呼ばれていた。
開拓計画で信者を率いて村を興したが、民の欲深さに裏切られ、憑魔エウリュアレーと化す。後にスレイによって姉エニドと共に浄化される。

### その他
メーヴィン (Mayvin)
声 - 西村知道
男性 / 身長170cm
スレイが持っているのと同じ『天遺見聞録』を片手に世界中を飛び回る探検家。「セキレイの羽」こと「風の骨」とは懇意であり、彼らの活動を援助している。顔が広く、世界中の冒険家から信用されている。実はある誓約のもと長寿を得ており、「語り部」として世界を見守っている存在。
『ザ クロス』では「語り部」の身分が公開されているが、『ベルセリア』や『ゼスティリア』の設定とは一部異なる。
ミケル
声 - 日野聡
ライラと共に旅をしていた先代の導師。ライラとは十数年の付き合いがあり、穢れた世界に失望したことが原因で導師を辞めたが、マオテラスを信仰した人々と、妹であるミューズと共に「アルトリウスの玉座」付近で「始まりの村カムラン」をつくり、ペンドラゴ教会神殿でマオテラスを祀る。
カムランとアルトリウスの玉座は三国の辺境地にあるため、ヘルダルフは戦略目的でアルトリウスの玉座を占領し、その引き換えに村を守るとミケルと約束した。だがハイランドが村を侵略した時ヘルダルフは約束を守らず撤退し、村はハイランド軍によって滅ぼされ、穢れを大量生み、カムランを器としたマオテラスは憑魔に堕ちた。ミケルは絶望に堕ち、酷い火傷が原因でもうすぐ命が尽きる妹の息子を生贄にして、マオテラスを経由しヘルダルフに「永遠の孤独」の呪いを課し、呪い（誓約）の反動で火の中に消え去った。
『ザ クロス』ではライラ、メーヴィンの回想にて登場。世界から全ての穢れを消し去りたいという願いを持つ。かつてメーヴィンに「必要悪を認めた時点で人は穢れるのか」という問いを残している。
ミューズ
声 - 原由実
ミケルの妹で、ミクリオの母親。ミクリオが付けているサークレットは親子の証として彼女が託したものである。
セレン
スレイの母親。始まりの村カムランの住人。
スレイを身ごもっていた時期にハイランド軍の侵攻を受け、超未熟児で早産となり、守るように抱きながら亡くなる。
かめにん
声 - 井上麻里奈
甲羅を背負った謎の生き物。天族でも憑魔でもない「かめにんは、かめにん」とのこと。各地の地図を作って売りながら、かめにん老人会の旅行積立を着服したダークかめにんを追いながら旅をしていた。
ダークかめにん
声 - 井上麻里奈
金のためならいつでもどこでも誰の注文でも受ける闇の露店「ダークかめ屋」の主人。稼いだ金も積立金もすべてねこにんの里の「ニャバクラ」につぎ込んできた。
ねこにん
声 - 浜崎奈々
天族でも憑魔でもない不思議な種族。神代の時代から存在し、かつてはゼンライ（ジイジ）やマオテラスも訪れたねこにんの里に住む。
はぐれねこにん
遠い昔にねこにんの里を去った、はぐれものを自称するねこにん。ねこにんだが、地の主となってカースランド島周辺に加護を与えることができる。

### ゲストキャラクター
ジェイド・カーティス
声 - 子安武人
『テイルズ オブ ジ アビス』のパーティーキャラクター。
穢れが生んだ時空の歪みにより、別世界からカースランド島へと引きずり込まれた。天族や憑魔は全く見えていないが、空間構成素子に及ぼす影響を見切って捉え、攻撃している。
ソフィ / ソフィ・ラント
声 - 花澤香菜
『テイルズ オブ グレイセス』のヒロイン。
ジェイド同様、異世界からカースランド島へ引きずり込まれた少女。本作では眼鏡を掛けており、なぜか天族や憑魔が見える。

### 『ザ クロス』のキャラクター

#### アリーシャ隊
『ザ・クロス』のオリジナルキャラクター。本隊はマーリンドへの支援およびグレイブガント盆地での戦いに向かった約1200人のハイランド兵士。その中でもアリーシャ直属に仕える6人の女性騎士たちは「風の骨」と渡り合うほどの戦闘技術を持つ実力者揃いで、アリーシャに忠義を尽くしている。本隊はハイランドへの帰路から首都奪還作戦の間にアリーシャ隊を反逆者とみなしたバルトロの命を受けた味方の兵士により襲撃、拘束され多くの犠牲を出すことになる。その後、首都奪還に成功し、最終決戦のためにアリーシャとともに北への旅に同行している。
クレム
声 - 加隈亜衣
顔に傷のある女性兵士でマルトランの弟子。アリーシャから「天遺見聞録」を譲り受け、愛読していた。グリエル出身で、グリエルで異常気象が発生した際、アリーシャの命で調査に向かっていた。グリエルへの調査の際、厄災に遭遇。助けに来たアリーシャと共に竜巻から逃れようとするが、その場で勃発したサイモンとルナールの戦いに巻き込まれ、生死不明となる。
タオ
声 - 東内マリ子
短髪の麗人。アリーシャの側近の中でもリーダー的存在であり、「風の骨」襲撃時にはいち早く気配を察知し応戦した。グリエルへの調査の際、他のメンバーと別れて町で調査を続けていたが、町を襲った竜巻に巻き込まれ死亡する。
ガネット / ボルタ
声 - 森永千才（ガネット） / 古城門志帆（ボルタ）
アリーシャの側近の女性たち。「風の骨」襲撃時には正面から対等に渡り合う実力をみせた。グリエルへの調査の際、地脈から生じた竜巻に巻き込まれ死亡する。
シレル
声 - 田澤茉純
密偵を務める女性。剣の腕は高く、複数の敵を峰打ちで無力化している。主であるアリーシャに忠義を尽くしておりどのような命令にも従う覚悟があるが、状況により自らの意見を述べることもある。
物語開始時点ではバルトロの懐に潜り込み動向を探っていたが、バルトロが戦争を目論んでいる情報を掴みアリーシャたちと合流した。その後、戦争を止めるためアリーシャたちと共にグレイブガント盆地へと向かう。戦争終結後、ハイランドへの帰路に就くもバルトロの策略により国家反逆罪の容疑でアリーシャ隊は味方部隊からの襲撃を受ける。この襲撃によりアリーシャ隊は多くの兵士を失うが、アリーシャ、シレルは生き残りイアンと合流。捕らえられたマルトランの救出と官邸奪取のためハイランドへ向かった。
ハイランド危機を解いた後は、アリーシャと共に北へ向かう。アリーシャが王女に即位した後もイアンとともに彼女の側近として仕えている。
イアン
声 - 江原裕理
弓兵を務める女性で饒舌なお調子者。シレルの幼馴染で、彼女から巨乳であることをからかわれている。弓の名手であり、霧の中で見えない複数のローランス兵を一発も外さず瞬時に仕留めるほどの実力を持つ。
グレイブガント盆地での戦争が始まる直前、アリーシャたちと合流しバルトロに関する情報を伝えた。その後、戦争を止めるためアリーシャたちと共にグレイブガント盆地へと向かう。戦争終結後はマルトランに同行しハイランドへの帰路についていたが、バルトロの策略により国家反逆罪の容疑でマルトランは拘束される。イアンら複数の兵士は捕まる直前に逃亡することに成功し、アリーシャ隊の生き残りと合流。捕らえられたマルトランの救出と官邸奪取のためハイランドへ向かった。
ハイランド危機を解いた後は、アリーシャと共に北へ向かう。アリーシャが王女に即位した後もシレルとともに彼女の側近として仕えている。

#### その他の『ザ クロス』のキャラクター
ドレイク
声 - てらそままさき
『ザ クロス』のオリジナルキャラクター。ハイランドで天文学を研究する教授。グリエルで発生した異常気象を見つけ、アリーシャの命により調査を行っていた。グリエルの地底深くでドラゴンを発見するも、穢れに飲み込まれ生死不明となる。
グルードマン
声 - 伊藤健太郎
『ザ クロス』のオリジナルキャラクター。ローランス軍青嵐騎士団団長。教会に仕えており、セルゲイと対立している。司教が暗殺された際には、事件を隠蔽するため暗躍した。デゼルによる聖堂襲撃事件では導師への無断接触を行ったセルゲイを拘束、スレイをローランスへ迎え入れようとするも断られ、スレイ、セルゲイと共にペンドラゴへ同行することとなる。強い者が弱い者を従わすのは当然のことであると考えているが、セルゲイをペンドラゴへ同行させるなど甘い面も見られる。
後に、セルゲイと共に騎士団を率いてスレイたちと合流。共に北の地を目指すことになる。
ドラン
声 - 糸博
ローランスの皇帝。マギルゥにより伝えられた王家にのみに伝わる伝承により、目には見えない穢れの存在を認識している。また、数千年前、アルトリウスにより行われた儀式、災厄の始まりを生んだと伝えられるベルベットの存在をスレイに伝えた。その後、ペンドラゴまでスレイたちを送り届けた。
ハイランド王
声 - ふくまつ進紗
『ザ クロス』のオリジナルキャラクター。アリーシャの父。病弱であり車椅子での生活をしている。不自由な生き方をさせてしまったアリーシャに対し後悔の念を抱いている。アリーシャと再会した際は穢れてた事が判明したがバルトロに殺害されそうになったアリーシャを庇い死亡。

#### 『テイルズ オブ ベルセリア』のキャラクター
ベルベット・クラウ (Velvet Crowe)
声 - 佐藤利奈
『テイルズ オブ ベルセリア』の主人公。業魔であり、周りからは「喰魔」と呼ばれる。義兄アルトリウスによって弟を殺害され、監獄島の底でアルトリウスへの復讐心を抱きながら囚人の業魔を食らって生きる日々を過ごしていた。シアリーズの助けを借り、監獄島からの脱出を試みる。
数千年後の物語である『ザ クロス』の時代にはローランス王家にのみ伝わる伝承により、「災厄の始まりを生んだ人間」として伝えられている。また導師ミケルの残した「もう一つの天遺見聞録」では顔まで描かれていないものの、業魔手と長い黒髪は描き残されている。
『ザ クロス』では「喰魔」はドラゴンを引き寄せる存在と改変し、それ故アニメ一期で彼女は監獄島から脱出しようとした時ドラゴンを引き寄せ、そのドラゴンがシアリーズに致命傷を負わせた。その後、彼女はシアリーズを喰らい力を得てドラゴンを喰らった。ゲーム終盤ではドラゴンはゲーム終盤でようやく倒せることができたが、その穢れを食い尽くすことができない描写がある。
スレイの夢の中で、故郷の森の奥の祠がある岬でかつて尋ねられた「なぜ鳥は空を飛ぶのか」の自分なりの答えと、「自分の信じる道を進め」というメッセージを残し、彼の後押しをした。
ロクロウ・ランゲツ (Rokurou Rangetsu)
声 - 岸尾だいすけ
明朗快活で自由奔放な業魔の青年。監獄島に収監されていたが、ベルベットと脱獄の際に知り合い、愛刀の「號嵐（ごうらん）」を見つけてくれた借りを返すために行動を共にする。
マギルゥ (Magilou)
声 - 佐藤聡美
自ら「大魔法使い」と名乗る正体不明の女性。本名は「マギラニカ・ルゥ・メーヴィン」。後に「刻遺の語り部」の先祖となる人物。監獄島に収監されていたが、騒動の際ベルベットに出会い協力する。
『ザ クロス』では、自らがかけた「語り部」としての誓約を破ることでローランス王家に「世界の秘密」を伝えた。
シアリーズ (Seres)
声 - 新井里美
アルトリウスのパートナーを務めていた炎の聖隷。アルトリウスを裏切り、ベルベットの脱獄に協力する。
オスカー・ドラゴニア (Oscar Dragonia)
声 - 前野智昭
聖寮に所属する一等対魔士の男性。身分や年齢関係なく誰にでも対等に接する好青年で、当初はベルベットにも「業魔とはいえ女性」という理由で礼を尽くそうとした。
ライフィセット・クラウ (Laphicet Crowe)
声 - 釘宮理恵
ベルベットの弟。『ベルセリア』本編の3年前にアルトリウスに殺された。
アルトリウス・コールブランド (Artorius Collbrande)
声 - 堀内賢雄
聖寮の長である筆頭対魔士の男性。ベルベットの義兄。『ベルセリア』本編の3年前、ある目的のためにライフィセットを殺害した。
彼の行ったとある儀式は、数千年後の物語である『ザ クロス』の時代に伝承としてローランス王家にのみ伝わっている。
グリモワール (Grimoire)
声 - 平野文
ノルミン族。マギルゥの魔女修行の先輩。廃墟と化した氷雪の街メイルシオに一人で住んでいる。アタック（声 - 進藤尚美）など他のノルミンたちとは前作以来の1000年近く会っていなかったらしく、お互いに再会を喜んでいた。

## ダウンロードコンテンツ
テイルズ歴代キャラクターコスチュームやコラボレーションコスチューム、アリーシャの視点から始めるアフターエピソード「瞳にうつるもの」や、予約特典として付属していたアリーシャ、ミクリオ、ライラの特別秘奥義が使用可能になるプロダクトコード、配信限定の特別なチャット等が配信されている。「瞳にうつるもの」は続きを匂わせる終わり方となっているが、これは『ゼスティリア』本編のエンディングに続くという意味で、「瞳にうつるもの」の続きを制作する予定があるわけではない。

## 開発
開発期間は3年以上。ゲーム中には、過去のシリーズ作品をオマージュしたイベントを用意している。
アニメーション制作は前作『テイルズ オブ エクシリア2』よりufotableが引き続き担当。オープニングアニメは当初の予定では3種類制作し、物語のターニングポイントに合わせてオープニングが変わる予定であった。しかし、様々な事情が重なり最終的に1本のみとなった。また、プロデューサーの馬場英雄からの提案でufotableがゲーム開発の企画段階から参加する案も出されていたが、こちらも断念された。
今作は、前作までに作ったシステムのベースを全部作り直すことが開発の出発点となっており、馬場英雄は「本当に大変だった」、ディレクターの長谷雄太は「シリーズに関わって一番大変だったのは間違いない」としている。
馬場は、PlayStation 4 (PS4) 版は当時人手不足のため開発されないとしていた。同年の10月、北米や欧州ではPS3版に加え、PS4版およびPC (Steam) 版も発売されることが発表された。バンダイナムコエンターテインメントヨーロッパのHerve Hoerdtによれば、西部でのPS4の高い普及率やPCプラットフォームの人気を受けて発売が決定した。PS4版は、後に日本でも廉価版として発売された。

## 発売まで
2013年11月27日にティザーサイトが公開された。12月12日には発表会が行われ、ニコニコ生放送で中継される。この発表会で、キャラクターデザイン担当者が藤島康介、いのまたむつみ、奥村大悟、岩本稔（アートディレクターも担当）の4人であること、主人公と同行キャラクター・その担当声優、アニメーション制作がufotableであることなどが発表された。
2014年に行われたテイルズ オブ フェスティバル 2014では、ゲーム発売前にTVスペシャルアニメ『テイルズ オブ ゼスティリア 〜導師の夜明け〜』が放送されること、テーマソングをSuperflyが担当することが明かされた。スペシャルアニメはゲームと同様にufotableが制作を担当する。
2014年9月16日には発売日が2015年1月22日に決定したことや、予約特典が発表された。予約特典の1つは「限定プレミアム秘奥義」のプロダクトコードで、アリーシャが『テイルズ オブ エクシリア』のレイア、ミクリオが『テイルズ オブ デスティニー2』のロニ、ライラが『テイルズ オブ イノセンス R』のコンウェイ風の秘奥義を使えるようになる。もう1つはスレイ、アリーシャ、ミクリオ、エドナをドット絵で表現したラバーストラップで、4種のうち1つがランダムで付属する。限定版「ララビットマーケット特装版」の同時発売も発表された。公式サイトではCM第1弾が公開され、テーマソング「White Light」が初公開となった。
2014年9月21日に行われた“YAPPARI！「テイルズ オブ」スペシャルステージ＠TGS2014”では、『テイルズ オブ ゼスティリア 〜導師の夜明け〜』の放送日が2014年12月30日（TOKYO MX）・31日（BS11）に決定したことと、同アニメがゲーム『テイルズ オブ ゼスティリア』に同時収録されることや、『ヱヴァンゲリヲン新劇場版』やセブン-イレブンとのコラボレーション企画が行われることが発表された。

## 評価
日本ゲーム大賞2014でフューチャー部門を受賞した。『週刊ファミ通』2015年1月29日号（1月15日発売）のクロスレビューでプラチナ殿堂入り。プレイヤーの票を集計した『週刊ファミ通』の「ユーザーズアイ」では104票を得て、平均点は8.13点となった。『電撃PlayStation』の「電撃PlayStationアワード2015」では「年間タイトル部門」で『テイルズ オブ ゼスティリア』が4位、「キャラクター部門」でスレイが13位、アリーシャが14位、ミクリオが20位となった。
アスキー・メディアワークスBC調べでは、初週に328,944本を売り上げ、『テイルズ オブ エクシリア2』（初週34万本）とほぼ同じ出足となった。週間販売本数は、メディアクリエイト調べでは340891本（1位）→29487本（3位）→8225本（12位）→ランキング圏外と推移した。VGChartzのデータによると、2017年4月の時点でゼスティリアPS3版とPS4版の売り上げは100万超えている。
アリーシャが作中で重要な役割を持っておらず、彼女自身のストーリーはボーナスクエストとされたことが批判された。本作品の海外版に関わった深谷泰宏は、「主人公は物語の初めにヒロインに出会い主に世界を救うものだが、本作品ではアリーシャは別の役割を持っており、ロゼが後半で大きな役割を持つ」というのが、開発チームの意図したサプライズではないかと推測している。

## 関連作品

### スペシャルアニメ
スペシャルアニメ『テイルズ オブ ゼスティリア 〜導師の夜明け〜』がゲームが発売する前である2014年12月30日にTOKYO MXおよびKBS京都、同年12月31日にBS11にて放送。アニメーション制作はゲーム版のアニメーション制作を担当したufotable。シナリオ制作はufotable代表取締役社長の近藤光がufotable名義で担当している。アニメはHybrid Discとしてゲームに収録された（廉価版には収録されない）。
語り部は西村知道。ジイジ役の永井一郎が2014年に亡くなったため、新たに緒方賢一が役を務める。
本作ではスレイがイズチを旅立つまでのプロローグにあたるエピソードが描かれた。

#### スタッフ（導師の夜明け）
- 原作[30]・音楽製作・製作 - バンダイナムコゲームス
- キャラクター原案 - いのまたむつみ、藤島康介、奥村大悟、岩本稔[30]
- 監督[30]・絵コンテ・演出 - 外崎春雄
- キャラクターデザイン・作画監督 - 松島晃[30]
- 色彩設計 - 大前祐子
- 美術監督 - 金玟芝
- 撮影監督 - 寺尾優一
- 3D監督 - 宍戸幸次郎
- 編集 - 神野学
- 音響監督 - 井澤基
- 音楽 - 桜庭統、椎名豪[30]
- 制作プロデューサー - 近藤光
- プロデューサー - 馬場英雄
- アニメーション制作[30]・脚本制作・脚本 - ufotable

#### 放送局（導師の夜明け）
| 放送日         | 放送時間           | 放送局             | 対象地域       | 備考                 |
| -------------- | ------------------ | ------------------ | -------------- | -------------------- |
| 2014年12月30日 | 火曜 21:00 - 22:00 | TOKYO MX           | 東京都         | 独立局               |
|                |                    | KBS京都            | 京都府         | 独立局               |
| 2014年12月31日 | 水曜 21:00 - 22:00 | BS11               | 日本全域       | BS放送 /『ANIME+』枠 |
| 2015年1月4日   | 日曜 24:55 - 25:55 | 高知さんさんテレビ | 高知県         | フジテレビ系列       |
| 2015年1月5日   | 月曜 26:10 - 27:10 | 岡山放送           | 岡山県・香川県 | フジテレビ系列       |
| 2015年1月6日   | 火曜 25:35 - 26:35 | テレビ愛媛         | 愛媛県         | フジテレビ系列       |

### TVアニメ
『テイルズ オブ』シリーズ20周年記念作品。タイトルは『テイルズ オブ ゼスティリア ザ クロス』（Tales of Zestiria the X、略称：TOZ-X）。第1期は2016年7月より9月までTOKYO MX、KBS京都、サンテレビ、BS11、岡山放送ほかフジテレビ系列3局にて放送された。第2期は2017年1月より3月まで放送され、放送枠の都合上、同年4月に最終話（#25）が放送された。アニメーション制作はゲーム及びスペシャルアニメのアニメーション制作を担当したufotable。キャッチフレーズは「導師の旅路はゼスティリアを超える」「導師の旅路は続く（第2期）」。
2015年6月に、『Tales of 20th Anniversary Animation』としてキービジュアルおよび新作PVが公開された。2015年12月に正式タイトルが発表。2016年9月の第12話（#11）放送後に第2期の制作が発表され、告知PVが放映された。同年11月30日に開催された「テイルズ オブ オーケストラ」において2017年1月に放送が開始されることが発表された。2017年1月時点で、公式配信による世界累計再生数が1億回を突破している。

#### 製作
主要スタッフはゲーム版及びスペシャルアニメのアニメーションを担当したスタッフとほぼ変更はない。アニメーション制作では、脚本、作画、色彩、背景美術、撮影、CGのすべてをufotable社内スタッフが中心となり制作。そのため一般的なTVアニメにみられるグロス請け（他社に1話分の制作をすべて委託する工程）を行っていない（いわゆる自社制作または完全製作）。制作作業は映像的密度や作品の物量の問題から、脚本・音響面全般を近藤光プロデューサー、映像面全般を外崎春雄監督が担当し作業を分担する方針が取られた。
監督の外崎春雄は絵コンテ・演出のほか、アニメーターとして作画監督、原画、第二原画としても参加しており、第1期ラストシーンのスレイの原画などを手掛けた。
ストーリーディレクター・脚本はufotable代表取締役社長の近藤光が務め、ufotableのスタッフ数名が脚本協力という形で補佐をしているものの、全26話すべての脚本を担当した。近藤はほかにも制作プロデューサー・音響監督・音楽演出・主題歌監修などを担当した。近藤は脚本を制作する際、「災厄の時代、導師が世界を浄化する」という物語を真っ直ぐ描くことを考えて脚本制作に取り組んだと語る。また、音響監督・音楽演出も担当しているため、作中にどの挿入歌をどのタイミングで使用するか、どこからテロップを流すかまで、音響段階の作業をすべて脚本段階から決めて書き込み、作業を進めていた。また、音楽は通常の制作方式に加え、シーンに合わせて音楽を制作する「フィルムスコアリング方式」も採用している。本作は2期以降オリジナルの展開・設定が強い作品となっているが、これに関して近藤は、第1話（＃00）から第4話（＃03）で大まかな軸ができ、11話（＃10）のロゼとアリーシャのやり取りでその後の展開への覚悟が決まったと後に語っている。
本作オリジナル設定である、スレイの地水火風合体神威やアリーシャの神威などはufotableが提案し設定などを制作したものであるが、キャラクター原案はゲームを制作したバンダイナムコスタジオが担当している。これは、「全員と合体して、全員の力を借りて戦う。」終盤のスレイのように、ゲーム制作者も含めみんなの力で作りたいという近藤の願いによるものである。
キャストはゲーム版とほぼ同様であるが、ライラを演じた松来未祐が2015年に亡くなったため、後任として下屋則子が役を務める。ジイジ役は緒方賢一がスペシャルアニメに引き続き担当する。マシドラ役の大木民夫は休業中だったため平野俊隆が担当した。
本作は、ゲーム版をもとにした完全新作である為、第1期では大筋を同じとしながらもアニメオリジナルの展開が多くみられる。第2期では展開がゲームと大きく変更されオリジナル展開となっている。大きな変更点としてパーティーメンバーの人間関係の変化などが挙げられる。主要キャラクターの中ではスレイがゲーム版よりも人間らしい感情的な性格に、さらにロゼとアリーシャの関係が変更された。また、従士や穢れなどに関する設定が一部追加、変更されている。
第1話（#00）はゲーム版より過去を描くプロローグとなっており、スレイと出会う前のアリーシャが描かれた。これは災厄の時代とは何かを映像として伝えるとき、視聴者と同じ目線に立てる人物としてアリーシャが選ばれたためである。第2話（#01）・第3話（#02）はスペシャルアニメ『導師の夜明け』の内容が放送されたが一部展開が異なる。
第6話（#05）・第7話（#06）は『ゼスティリア』の関連作品である『テイルズ オブ ベルセリア』の序盤部分がアニメ化された。それ以降のエピソードにも大昔の言い伝えとして『ベルセリア』の登場人物であるベルベットやマギルゥの活躍が登場人物の口から語られるなど、物語背景の下地となっている。『ベルセリア』の物語を本作に導入する展開はバンダイナムコからの当初の発注に含まれており、『ゼスティリア』の世界観をベースに『ベルセリア』の物語を挿入していく形がとられた。
最終話は放送枠の都合上、3月中に放映することができず同年4月の終盤に放映された。この際、AパートとBパートの間のCMを流さない放送形態をとっている。

#### スタッフ
- 原作 - バンダイナムコエンターテインメント[26]
- キャラクター原案 - いのまたむつみ、藤島康介、奥村大悟、岩本稔[26]
- 監督 - 外崎春雄[26]
- キャラクターデザイン・総作画監督 - 松島晃[26]
- ストーリーディレクター・脚本・制作プロデューサー・音響監督・音楽演出 - 近藤光
- 美術監督 - 金玟芝
- 色彩設計 - 大前祐子
- 撮影監督 - 寺尾優一
- 3D監督 - 西脇一樹
- 編集 - 神野学
- 音楽 - 桜庭統、椎名豪[26]
- プロデューサー - 竹原朋子、冨田功一郎、近藤光、彌富健一、木皿陽平
- 脚本協力 - 高中優、佐藤和治、一ノ瀬樹、大堀久美子
- アニメーション制作・脚本制作・脚本- ufotable[26]
- 製作 - バンダイナムコエンターテインメント、バンダイビジュアル、ufotable、アニメコンソーシアムジャパン、ランティス

#### 主題歌
オープニングテーマ
「風ノ唄」（#00 - #04、#07 - #09、#11、#25）
作詞 - Kohshi Asakawa / 作曲 - Takeshi Asakawa / 編曲・歌 - FLOW
#00ではエンディングテーマとして使用された。#25では挿入歌として使用された。
「illuminate」（#13 - #24）
作詞・歌 - Minami / 作曲 - USK、HIROTOMO / 編曲 - 小高光太郎、USK
#13ではエンディングテーマとして使用された。

エンディングテーマ
「calling」（#01 - #04、#07 - #11、#21）
作詞 - 林英樹 / 作曲 - 佐藤純一 / 編曲・歌 - fhána
#21では挿入歌として使用された。
「White Light」（#05）
作詞 - 越智志帆、jam / 作曲 - 越智志帆、蔦谷好位置 / 編曲 - 蔦谷好位置 / 歌 - Superfly
PS3・PS4・Windows用ソフト『テイルズ オブ ゼスティリア』主題歌
「BURN」（#06）
作詞 - Kohshi Asakawa / 作曲 - Takeshi Asakawa / 編曲 - キバオブアキバ、FLOW / 歌 - FLOW
PS3・PS4・Windows用ゲームソフト『テイルズ オブ ベルセリア』主題歌
「INNOSENSE」（#14 - #24、#25）
作詞 - Kohshi Asakawa / 作曲 - Takeshi Asakawa / 編曲・歌 - FLOW
#25では挿入歌として使用された。

挿入歌
「Ageless moon」（#06）
作詞 - ufotable、真崎エリカ / 作曲 - 桑原聖 / 編曲 - 酒井拓也 / 歌 - 真崎エリカ
「Rising Up」（#20）
Lyrics & Vocals - Courtney Knott
「Journey's End」（#25）
作詞 - Ingrid Gerdes / 作曲・編曲 - 椎名豪 / 歌 - Ingrid Gerdes ～with forcaChoir

#### 各話リスト
| 話数  | サブタイトル                                                                      | 絵コンテ                                     | 演出                  | 作画監督 |       |       |       |       |
| 第1期 | 第1期                                                                             | 第1期                                        | 第1期                 | 第1期 | 第1期 | 第1期 | 第1期 | 第1期 |
| ----- | --------------------------------------------------------------------------------- | -------------------------------------------- | --------------------- | --- | ----- | ----- | ----- | ----- |
| #00   | 災厄の時代 The Age of Chaos                                                       | 外崎春雄                                     | 外崎春雄              | 松島晃、青木拓也、菊池隼也                                                                                        |       |       |       |       |
| #01   | 天の都 Capital of Seraphim                                                        | 一ノ瀬樹、外崎春雄 近藤光                    | 野中卓也              | 佐藤哲人、茂木貴之                                                                                                |       |       |       |       |
| #02   | イズチ Izuchi                                                                     | 三浦貴博                                     | 外崎春雄              | 松島晃、加藤やすひさ                                                                                              |       |       |       |       |
| #03   | 聖剣祭 The Sacred Blade Festival                                                  | 三浦貴博                                     | 竹内将                | 柴田由香、石塚みゆき                                                                                              |       |       |       |       |
| #04   | 導師のさだめ Destiny of the Shepherd                                              | 白井俊行                                     | 福山大                | 青木拓也、菊池隼也、佐藤美幸                                                                                      |       |       |       |       |
| #05   | 災厄のはじまり The Dawn of Chaos                                                  | 高橋タクロヲ                                 | 高橋タクロヲ          | 青木拓也、菊池隼也、佐藤美幸 緒方美枝子、茂木貴之、松島晃                                                         |       |       |       |       |
| #06   | ベルベット・クラウ Velvet Crowe                                                   | 三浦貴博                                     | 竹内将 外崎春雄       | 柴田由香、石塚みゆき、塩島由佳 小笠原篤、須藤友徳、白井俊行 外崎春雄、松島晃                                      |       |       |       |       |
| #07   | それぞれの想い Each One's Feelings                                                | 栖原隆史                                     | 栖原隆史              | 小笠原篤、塩島由佳                                                                                                |       |       |       |       |
| #08   | 霊峰レイフォルク Rayfalke Spiritcrest                                             | 三浦貴博                                     | 三浦貴博              | 内村瞳子 |       |       |       |       |
| #09   | 疫病の街 The Plagued City                                                         | 白井俊行                                     | 白井俊行              | 柴田由香、石塚みゆき、青木拓也 菊池隼也、鬼澤佳代 竹内將、松島晃                                                  |       |       |       |       |
| #10   | アリーシャ・ディフダ Alisha Diphda                                                | 白井俊行、栖原隆史 外崎春雄、近藤光 野中卓也 | 野中卓也              | 茂木貴之、永森雅人 田中敦士、緒方美枝子                                                                           |       |       |       |       |
| #11   | 戦争 The War                                                                      | 栖原隆史                                     | 栖原隆史              | 小笠原篤、塩島由佳、高橋タクロヲ 内村瞳子、佐藤哲人、鬼澤佳代 須藤友徳、松島晃                                    |       |       |       |       |
| #12   | 災禍の顕主 The Load of Calamity                                                   | 外崎春雄                                     | 外崎春雄              | 佐藤美幸、菊池隼也、青木拓也 竹内將、石塚みゆき、鬼澤佳代 茂木貴之、佐藤哲人、小笠原篤 塩島由佳、外崎春雄、松島晃 |       |       |       |       |
| 第2期 |                                                                                   |                                              |                       | |       |       |       |       |
| #13   | 穢れなき世界 World without Malevolence                                            | 栖原隆史                                     | 栖原隆史              | 内村瞳子、緒方美枝子、鬼澤佳代 秋山幸児、松島晃                                                                   |       |       |       |       |
| #14   | 風の天族デゼル Wind Seraph, Dezel                                                 | 外崎春雄                                     | 宇田明彦              | 小笠原篤、塩島由佳、新里莉央                                                                                      |       |       |       |       |
| #15   | それぞれの哲学 Each One's Principles                                              | 三浦貴博                                     | 高橋タクロヲ 野中卓也 | 菊池隼也、青木拓也、石塚みゆき 小笠原篤、緒方美枝子、茂木貴之 佐藤哲人、田中敦士                                  |       |       |       |       |
| #16   | 復讐 Revenge                                                                      | 三浦貴博                                     | 恒松圭                | 菊池隼也、青木拓也、佐藤美幸                                                                                      |       |       |       |       |
| #17   | 届かない理想より目の前の正義 Justice at Hand rather than Ideal beyond One's Reach | 三浦貴博                                     | 野中卓也              | 茂木貴之、佐藤哲人、田中敦士 緒方美枝子                                                                           |       |       |       |       |
| #18   | 商談 Negotiation                                                                  | 竹内将                                       | 竹内将                | 鬼澤佳代、秋山幸児、内村瞳子 緒方美枝子、菊池隼也、青木拓也                                                       |       |       |       |       |
| #19   | レディレイク Ladylake                                                             | 安田慎介 外崎春雄                            | 安田慎介              | 小笠原篤、塩島由佳、新里莉央 都築萌、外崎春雄                                                                     |       |       |       |       |
| #20   | 浄化 Purification                                                                 | 外崎春雄                                     | 野中卓也              | 茂木貴之、佐藤哲人、田中敦士                                                                                      |       |       |       |       |
| #21   | いつか夢見た世界 The ideal world                                                  | 栖原隆史                                     | 栖原隆史 野中卓也     | 菊池隼也、青木拓也、山崎美紀 佐藤美幸、緒方美枝子、茂木貴之 佐藤哲人、田中敦士                                    |       |       |       |       |
| #22   | 北の大地 Northern land                                                            | 高橋タクロヲ                                 | 高橋タクロヲ          | 秋山幸児、鬼澤佳代、小笠原篤 塩島由佳、新里莉央、竹内由香里 高橋タクロヲ、外崎春雄、松島晃                        |       |       |       |       |
| #23   | 風になる Be like the wind                                                         | 宇田明彦 外崎春雄                            | 宇田明彦              | 都築萌、小笠原篤、塩島由佳 新里莉央、須藤友徳、青木拓也 菊池隼也、外崎春雄、松島晃                                |       |       |       |       |
| #24   | 導き出した答え The chosen answer                                                  | 外崎春雄 高橋タクロヲ 桧山彬                 | 野中卓也              | 茂木貴之、佐藤哲人、田中敦士 緒方美枝子、竹内將、外崎春雄                                                         |       |       |       |       |
| #25   | 伝承 The Legend                                                                   | 外崎春雄、三浦貴博                           | 外崎春雄              | 菊池隼也、青木拓也、山崎美紀 竹内將、小笠原篤、外崎春雄 松島晃                                                    |       |       |       |       |

#### 放送局
| 放送期間                | 放送時間                     | 放送局             | 対象地域       | 備考                  |
| ----------------------- | ---------------------------- | ------------------ | -------------- | --------------------- |
| 2016年7月3日 - 9月25日  | 日曜 23:00 - 23:30           | TOKYO MX           | 東京都         |                       |
| 2016年7月6日 - 9月28日  | 水曜 0:00 - 0:30（火曜深夜） | KBS京都            | 京都府         |                       |
|                         | 水曜 0:30 - 1:00（火曜深夜） | サンテレビ         | 兵庫県         |                       |
|                         |                              | BS11               | 日本全域       | BS放送 / 『ANIME+』枠 |
|                         | 水曜 2:05 - 2:35（火曜深夜） | テレビ愛知         | 愛知県         |                       |
| 2016年7月11日 - 10月3日 | 月曜 2:05 - 2:35（日曜深夜） | 岡山放送           | 岡山県・香川県 |                       |
| 2016年7月14日 - 10月6日 | 木曜 1:55 - 2:25（水曜深夜） | 高知さんさんテレビ | 高知県         |                       |
| 2016年7月15日 - 10月7日 | 金曜 2:00 - 2:30（木曜深夜） | テレビ愛媛         | 愛媛県         |                       |

| 配信期間               | 配信時間           | 配信サイト                                                                  |
| ---------------------- | ------------------ | --------------------------------------------------------------------------- |
| 2016年7月3日 - 9月25日 | 日曜 23:00 - 23:30 | ニコニコ生放送                                                              |
| -                      | 水曜 12:00 更新    | バンダイチャンネル / hulu / dアニメストア / U-NEXT/ ビデオパス / アニメ放題 |

| 放送期間                | 放送時間                     | 放送局             | 対象地域       | 備考                  |
| ----------------------- | ---------------------------- | ------------------ | -------------- | --------------------- |
| 2017年1月8日 - 3月26日  | 日曜 23:00 - 23:30           | TOKYO MX           | 東京都         |                       |
| 2017年1月11日 - 3月29日 | 水曜 0:30 - 1:00（火曜深夜） | BS11               | 日本全域       | BS放送 / 『ANIME+』枠 |
| 2017年1月12日 - 3月30日 | 木曜 0:30 - 1:00（水曜深夜） | サンテレビ         | 兵庫県         |                       |
|                         | 木曜 1:00 - 1:30（水曜深夜） | KBS京都            | 京都府         |                       |
| 2017年1月13日 - 3月31日 | 金曜 2:00 - 2:30（木曜深夜） | テレビ愛媛         | 愛媛県         |                       |
| 2017年1月15日 - 4月2日  | 日曜 2:50 - 3:20（土曜深夜） | テレビ愛知         | 愛知県         |                       |
| 2017年1月19日 - 4月6日  | 木曜 1:55 - 2:25（水曜深夜） | 高知さんさんテレビ | 高知県         |                       |
| 2017年1月23日 - 4月10日 | 月曜 1:35 - 2:05（日曜深夜） | 岡山放送           | 岡山県・香川県 |                       |

| 配信期間        | 配信時間                     | 配信サイト                                                      |
| --------------- | ---------------------------- | --------------------------------------------------------------- |
| 2017年1月8日 -  | 日曜 23:00 - 23:30           | ニコニコ生放送                                                  |
| 2017年1月11日 - | 水曜 12:00 更新              | バンダイチャンネル / dアニメストア / U-NEXT / アニメ放題 / hulu |
| 2017年1月12日 - | 木曜 0:00 更新（水曜深夜）   | ビデオパス                                                      |
| 2017年1月14日 - | 土曜 0:00 - 0:30（金曜深夜） | AbemaTV                                                         |

| 放送期間      | 放送時間                     | 放送局     | 対象地域 | 備考                  |
| ------------- | ---------------------------- | ---------- | -------- | --------------------- |
| 2017年4月29日 | 土曜 21:30 - 22:00           | TOKYO MX   | 東京都   |                       |
| 2017年4月30日 | 日曜 2:15 - 2:45（土曜深夜） | サンテレビ | 兵庫県   |                       |
|               | 日曜 3:30 - 4:00（土曜深夜） | BS11       | 日本全域 | BS放送 / 『ANIME+』枠 |

| 配信期間      | 配信時間           | 配信サイト     |
| ------------- | ------------------ | -------------- |
| 2017年4月29日 | 土曜 21:30 - 22:00 | ニコニコ生放送 |

#### Webラジオ
『Tales of Zestiria the X リスナーの情熱で番組を照らすラジオ』は、2016年10月6日から2017年4月6日まで音泉にて隔週木曜に配信された番組。パーソナリティはアリーシャ役の茅野愛衣とライラ役の下屋則子。

### 漫画
テイルズ オブ ゼスティリア 導きの刻
『コミックZERO-SUM』2015年3月号から2016年10月号まで連載。作画は白峰。単行本は全4巻。ゲームと違い連載話数の限られた漫画では、バンダイナムコゲームス協力のもと、ゲーム版を基準にしつつ一部のストーリーが変更され入れ替っており、ゲームの内容について「わざわざセリフにする」ことを心がけている。
1. 2015年6月25日発売、ISBN 978-4-7580-3055-7
2. 2015年11月25日発売、ISBN 978-4-7580-3134-9
3. 2016年4月25日発売、ISBN 978-4-7580-3183-7
4. 2016年9月24日発売、ISBN 978-4-7580-3231-5

テイルズ オブ ゼスティリア アリーシャ アフターエピソード 瞳にうつるもの
『ビバ☆テイルズ オブ マガジン』2015年4月号から11月号まで連載（同誌の増刊『ビバ☆テイルズ オブ ゼスティリア マガジン』に冒頭部分を先行掲載）し、同誌の定期刊行終了後は『電撃マオウ』に移籍して2015年12月号から2016年3月号まで連載。また『ビバ☆テイルズ オブ マガジン』2016 Springに本誌のみの描き下ろしエピソードを掲載。作画は芳井アキ。ゲーム版をベースとし、アリーシャの王女の面にも焦点が当てられる。
1. 2015年9月26日発売、ISBN 978-4-04-865353-4
2. 2016年3月26日発売、ISBN 978-4-04-865835-5

ているず おぶ の食卓〜アリーシャとねこにんのもしもの出会い〜
『ビバ☆テイルズ オブ マガジン』2016 Summerに掲載。作画は雫月ユカ。アリーシャがゲーム中の「ねこにんの里」を訪れるというifストーリー。

テイルズ オブ ゼスティリア コミックアンソロジー
一迅社から刊行されたアンソロジーコミック。
参加作家 : 名束くだん/板垣ハコ/上倉エク/くろでこ/白木乃/にいみ夏生/はみ/あきばるいき/いさご/ichinomi/浦稀えんや/喜来ユウ/銭形たいむ/高原由/堀口レオ/無糖党/森田夏菜/李香/ルニア/わらなべ
- 2015年8月25日発売、ISBN 978-4-7580-0867-9

テイルズ オブ ゼスティリア 4コマKINGS
一迅社から刊行された4コマ漫画（ゲームアンソロジー）。
参加作家 : 封宝/伊藤ハチ/わらなべ/桂イチホ/釜田みさと/喜来ユウ/佐伯イチ/都波みなと/永緒ウカ/はやせれく/マイク/望月和臣/雪矢トモキ/リスノ/りりお/渡空燕丸
- 2015年8月25日発売、ISBN 978-4-7580-0868-6

### 小説
テイルズ オブ ゼスティリア
著者は平林佐和子、イラストはufotable。エンターブレインより発行。
- 上：2015年4月30日発売、ISBN 978-4-04-730385-0
- 下：2015年7月30日発売、ISBN 978-4-04-730588-5

### 関連書籍
- テイルズ オブ ゼスティリア 公式コンプリートガイド（2015年2月21日発売[82]） - 発売前の2015年2月20日には『「テイルズ オブ ゼスティリア公式コンプリートガイド」 発売前夜祭』を放送する予定だったが、諸事情により中止となる[83]。
- テイルズ オブ ゼスティリア パーフェクトガイド（2015年4月22日発売[84]） - 設定解説、用語辞典を収録している。
- テイルズ オブ ゼスティリア 公式設定資料集（2015年7月30日発売[85]、ISBN 978-4-902372-53-3）

## 外伝作品出演
テイルズ オブ ザ レイズ（2017年2月28日配信）
スレイ、ミクリオ、アリーシャ、ロゼ、ライラ、エドナ、デゼル、ザビーダ、フェニックス、ヘルダルフ、サイモン、セルゲイが登場。